# Relaciones Estados Unidos-México

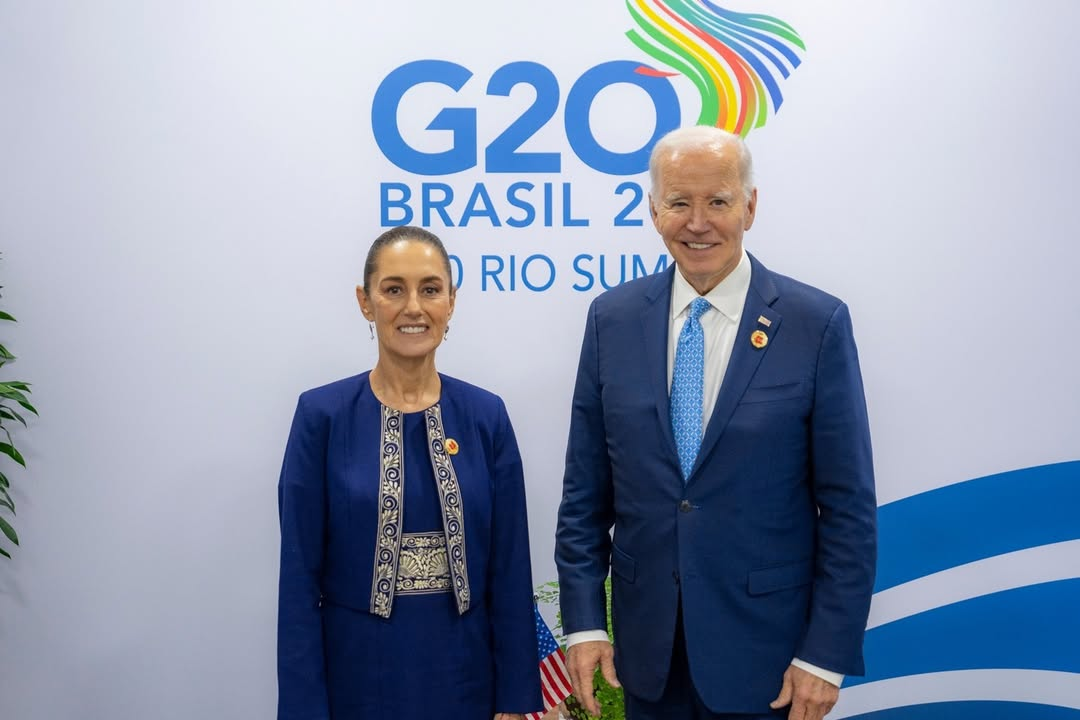
La Presidenta mexicana Claudia Sheinbaum con el presidente estadounidense Joe Biden en Río de Janeiro, Brasil, noviembre de 2024.

Los Estados Unidos de América y los Estados Unidos Mexicanos comparten una frontera marítima y terrestre. Se han celebrado varios tratados entre las dos naciones de forma bilateral, como la Venta de La Mesilla, y multilateralmente, como el Tratado de Libre Comercio de América del Norte. Ambos son miembros de varias organizaciones internacionales, incluido el Foro de Cooperación Económica Asia-Pacífico, G-20, Naciones Unidas y la Organización de los Estados Americanos.
Desde finales del siglo XIX durante el régimen del presidente Porfirio Díaz (1876–1911), los dos países han tenido estrechos lazos diplomáticos y económicos. Durante la larga presidencia de Díaz, México se abrió a la inversión extranjera y los empresarios estadounidenses invirtieron en granjas y empresas agrícolas y mineras. Los Estados Unidos desempeñaron un papel importante en el curso de la Revolución mexicana (1910–20) con acciones directas del gobierno de los Estados Unidos para apoyar o repudiar el apoyo a las facciones revolucionarias.
La larga frontera entre los dos países significa que la paz y la seguridad en esa región son importantes para la seguridad nacional y el comercio internacional de ambas naciones. Estados Unidos es el mayor socio comercial de México, y México es el mayor socio comercial más grande de Estados Unidos. En 2010, las exportaciones de México totalizaron US $309.6 mil millones de dólares, y casi tres cuartos de esas compras fueron hechas por los Estados Unidos. También están estrechamente conectados demográficamente, con más de un millón de ciudadanos estadounidenses viviendo en México, y México siendo la mayor fuente de inmigrantes a los Estados Unidos. La inmigración ilegal, el  narcotráfico y la transportación ilegal de armas de fuego, han sido causas de diferencias entre los dos gobiernos y en temas de cooperación.
La elección del presidente Donald Trump, que había provocado la ira del gobierno mexicano a través de amenazas contra compañías que invierten en México en lugar de los Estados Unidos, y sus afirmaciones de que construiría un muro fronterizo entre ambos países, obligando a México a financiar su construcción; ha planteado preguntas sobre el futuro de la relación entre Estados Unidos y México.

## Historia

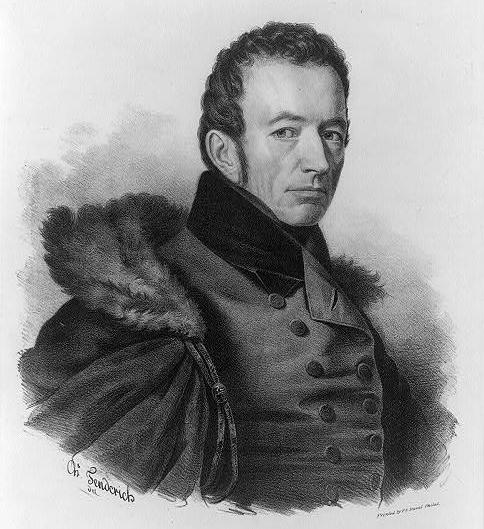
Joel Roberts Poinsett, primer embajador al México independiente

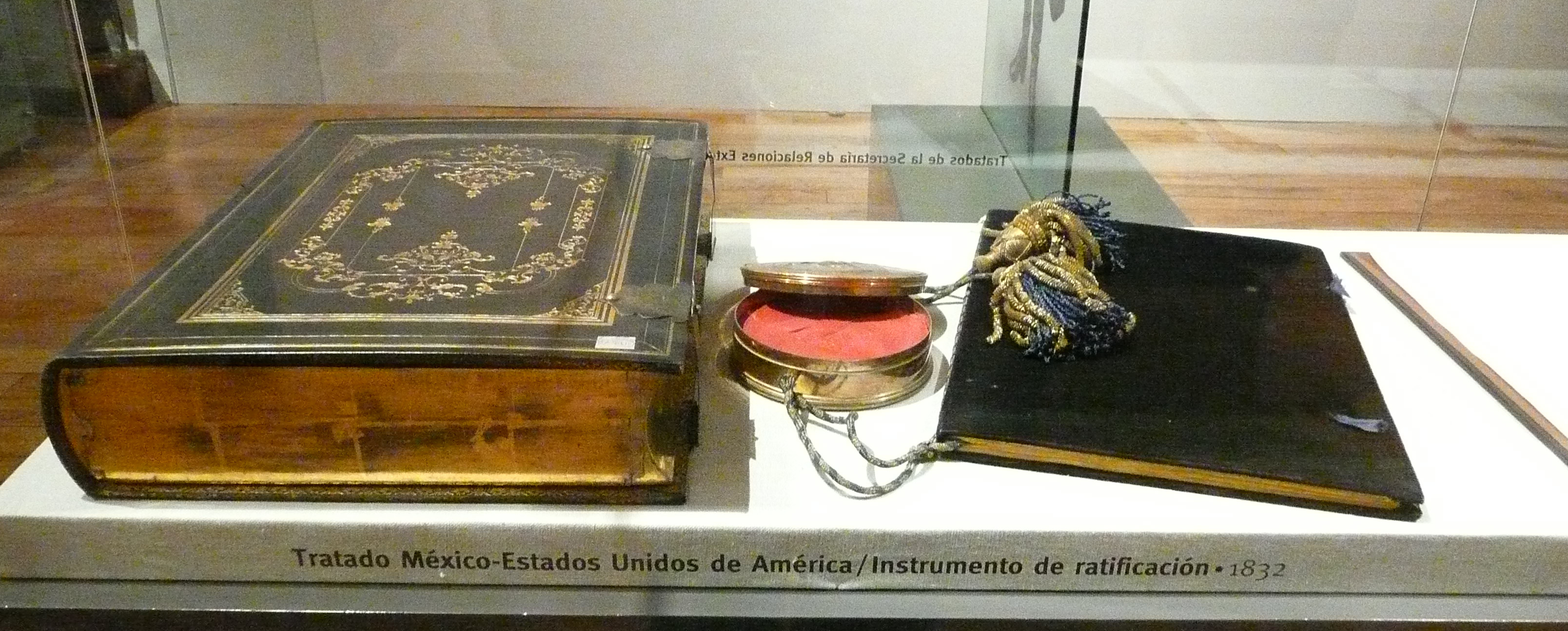
Instrumentos de ratificación para un tratado de 1832 entre los Estados Unidos y México

Las relaciones entre Estados Unidos y México surgieron de las relaciones anteriores entre la naciente nación de los Estados Unidos y el Imperio español y su virreinato de Nueva España. El México moderno formó el área central del Virreinato de Nueva España en el momento en que Estados Unidos obtuvo su independencia de Gran Bretaña en la guerra de Independencia de los Estados Unidos (1775–1783). España había servido como aliada de los colonos estadounidenses en esa guerra. El aspecto de las relaciones hispanoamericanas que se destacaría más en las relaciones posteriores entre los Estados Unidos y México fue la propiedad de Texas. A principios del siglo XIX, Estados Unidos afirmó que Texas era parte del territorio de Luisiana y, por lo tanto, había sido adquirido legítimamente por Estados Unidos como parte de la Compra de Luisiana de Francia en 1803. Los españoles, sin embargo, afirmaron que no, ya que los límites occidentales de Luisiana no estaban claramente definidos. En 1819 la disputa se resolvió con la firma del Tratado de Adams-Onís, en el cual Estados Unidos renunció a sus reclamos a Texas y en su lugar compró a la Florida española.
En 1821, México se independizó de España y estableció el Primer Imperio Mexicano bajo el gobierno del Emperador Agustín de Iturbide, que inicialmente había luchado en el ejército real contra los insurgentes del Ejército Mexicano en la independencia de España. El México independiente pronto fue reconocido por los Estados Unidos. Los dos países pronto establecieron relaciones diplomáticas y Joel Roberts Poinsett fue el primer embajador estadounidense a México. En 1828, México y los Estados Unidos confirmaron los límites establecidos por el Tratado de Adams-Onís al concluir el Tratado de Límites, pero ciertos elementos en los Estados Unidos fueron muy disgustado con el tratado, ya que renunció a los derechos de Texas. Joel Poinsett, un partidario de la Doctrina Monroe, estaba convencido de que el republicanismo era la única forma de gobierno aceptable para todos los países de América, e intentó influir en el gobierno de Agustín de Iturbide, que comenzaba a mostrar signos de debilidad y división. Inicialmente, Poinsett fue enviado a negociar la adquisición de nuevos territorios para los Estados Unidos, incluidos Texas, Nuevo México y Alta California, así como partes de Baja California, Sonora, Coahuila y Nuevo León; pero la oferta de Poinsett para comprar estas áreas fue rechazada por el Secretario de Relaciones Exteriores de México, encabezado por Juan Francisco Azcárate y Lezama. Poinsett estuvo muy envuelto en la agitación política del país hasta su retiro en 1830, pero trató de promover los intereses estadounidenses en México buscando un trato preferencial de los productos estadounidenses sobre los de Gran Bretaña, tratando de cambiar la frontera entre Estados Unidos y México, e instando a la adopción de una constitución basada en la de los Estados Unidos. Texas siguió siendo un punto focal de las relaciones entre Estados Unidos y México durante décadas. La relación se vio afectada aún más por las luchas internas dentro de los dos países: en México, estas incluían preocupaciones sobre el establecimiento de un gobierno centralizado, mientras que en los Estados Unidos se centró en el debate sobre la expansión de la Esclavitud en los Estados Unidos, que se expandió al territorio mexicano de Texas.
A partir de la década de 1820, los estadounidenses liderados por Stephen Austin y otros extranjeros comenzaron a establecerse en grandes cantidades en el este de Texas. Estos colonos angloamericanos, conocidos como tejanos, frecuentemente estaban en desacuerdo con el gobierno mexicano, ya que buscaban la autonomía del gobierno central mexicano y la expansión de la esclavitud africana en México; que se había abolido en todo territorio mexicano en 1829 bajo el presidente Vicente Guerrero. Sus desacuerdos condujeron a la Revolución de Texas, uno de una serie de movimientos de independencia que surgieron en primer plano después de la Constitución de México de 1836, que alteró sustancialmente al gobierno del país. Antes de la Revolución de Texas, el público en general de los Estados Unidos era indiferente a Texas, pero después, la opinión pública simpatizaba cada vez más con los tejanos. Después la guerra la República de Texas fue declarada, aunque México no reconoció la independencia de Texas, y los límites entre los dos nunca se acordaron. En 1845, los Estados Unidos anexaron Texas, lo que condujo a una importante disputa fronteriza y finalmente a la Invasión estadounidense de México.

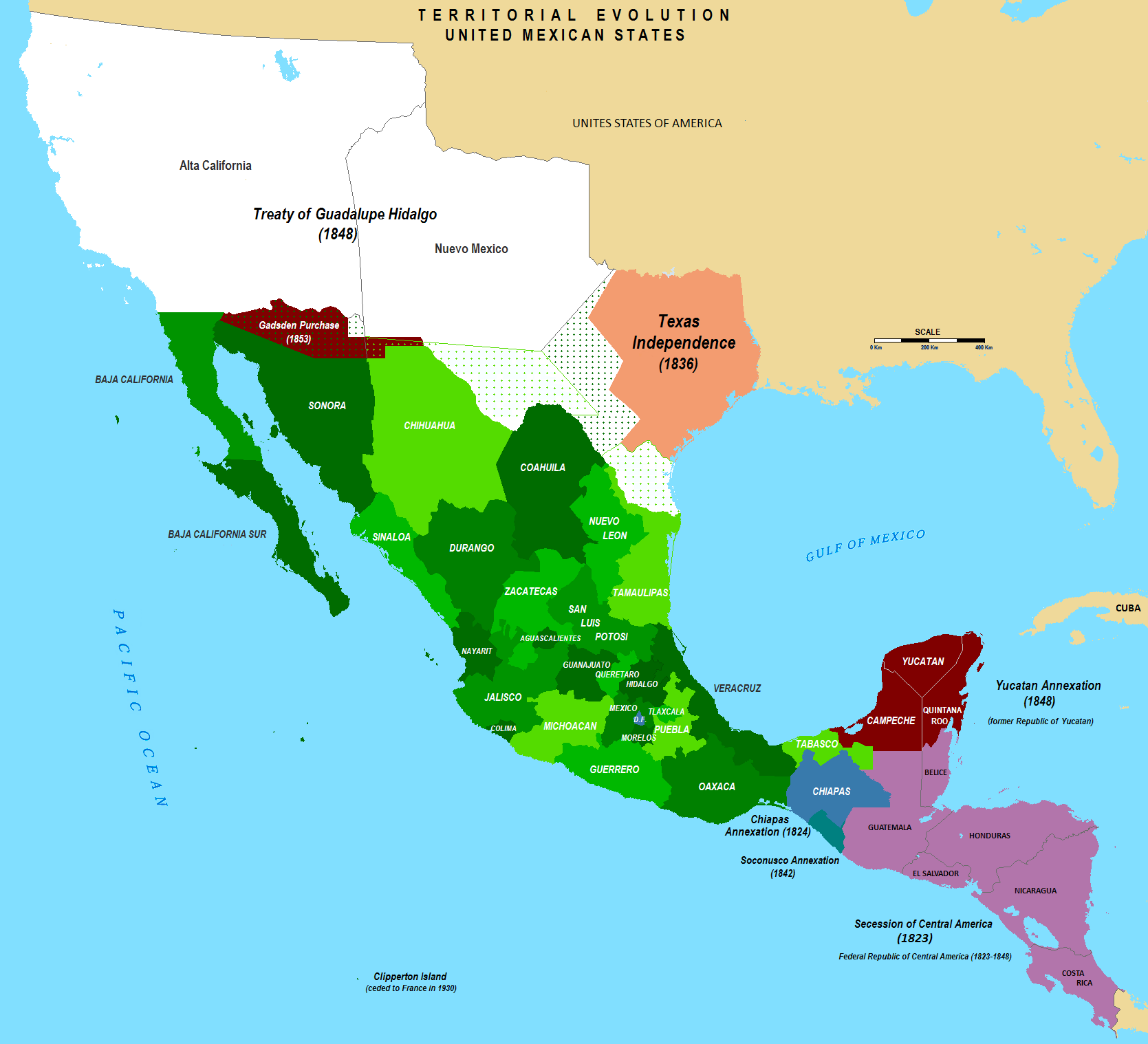
La Evolución de la organización territorial de México después de la independencia, observando pérdidas en los Estados Unidos (rojo, blanco y naranja).

### Guerra de Estados Unidos-México (1846-1848)
La guerra entre México y Estados Unidos fue peleado de 1846 a 1848. Texas había logrado la independencia y fue anexada por Estados Unidos a fines de 1845. El gobierno estadounidense hizo caso omiso de la opinión mexicana de que el límite de la frontera sur de Texas era el río Nueces y ordenó al general Zachary Taylor establecer tropas entre los ríos Nueces y Bravo lo cual significó una ocupación del territorio en disputa. La guerra comenzó en primavera. El presidente estadounidense James K. Polk alentó al Congreso a declarar la guerra después de una serie de escaramuzas en la frontera mexicano-estadounidense. La guerra resultó desastrosa para México; los estadounidenses se apoderaron de Nuevo México y California e invadieron las provincias del norte de México. En septiembre de 1847, las tropas estadounidenses bajo el mando del General Winfield Scott capturaron a la Ciudad de México. La guerra terminó en una decisiva victoria estadounidense y el Tratado de Guadalupe Hidalgo puso fin al conflicto. Como resultado, México se vio obligado a vender todo su territorio más al norte, incluyendo California y el Territorio de Nuevo México, a los Estados Unidos en conocido como la Cesión mexicana. Además, México renunció a sus reclamos a Texas, y Estados Unidos perdonó las deudas de México con ciudadanos estadounidenses. Los mexicanos en las áreas anexas se convirtieron en ciudadanos estadounidenses.

Venta de La Mesilla en 1854

Al principio de la guerra se hablado mucho sobre la anexión de todo México, principalmente para ampliar las áreas abiertas a la esclavitud. Sin embargo, muchos líderes políticos del sur estaban en los ejércitos de invasión y recomendaron no anexarse totalmente debido a las diferencias en la cultura política entre los Estados Unidos y México.
En 1853, Estados Unidos compró 76 845 km² adicional de tierra desértica de México en la Venta de La Mesilla (conocido como Gadsden Purchase en inglés). El precio fue de $10 millones de dólares. El objetivo era construir una línea de ferrocarril a través del sur de Arizona hasta California.

### 1850s

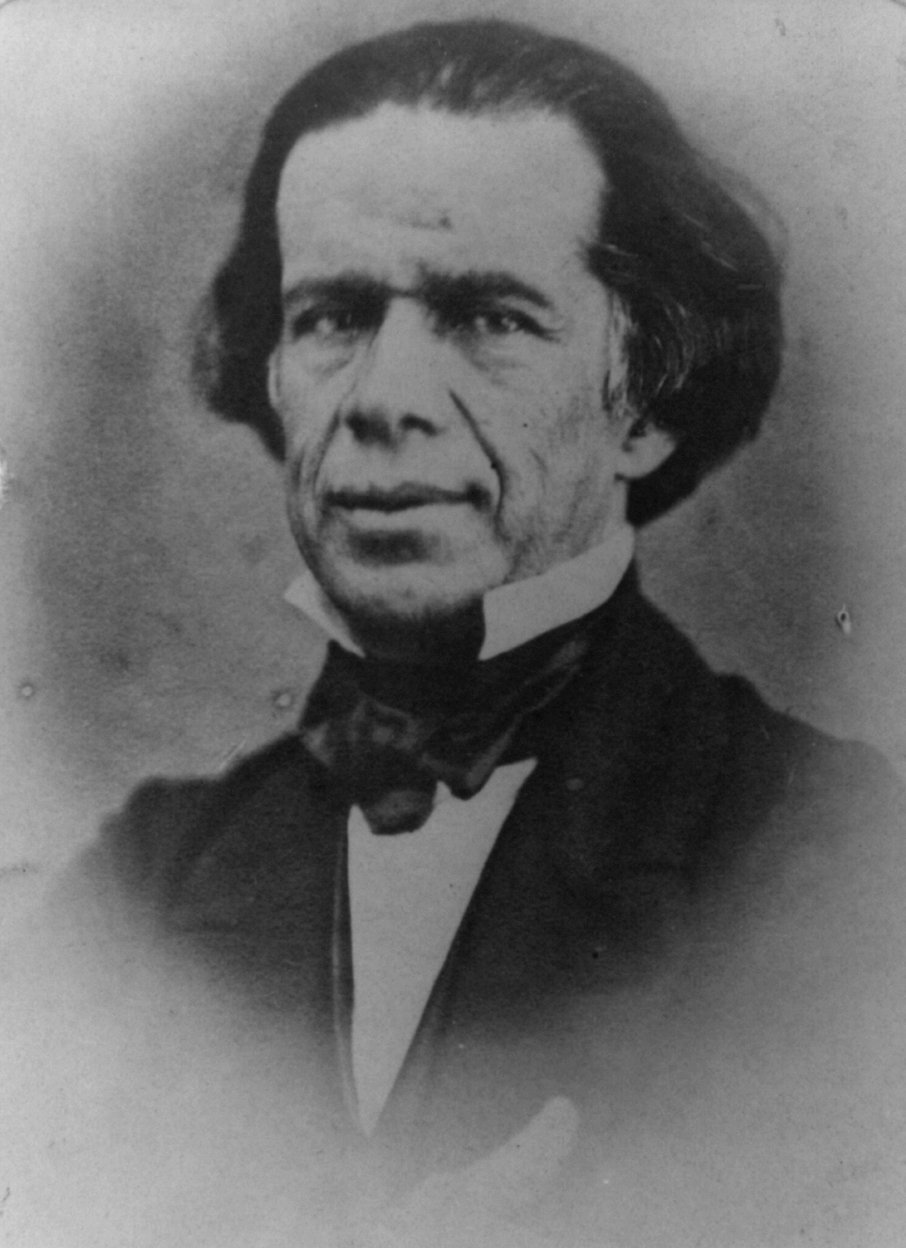
Melchor Ocampo

La Venta de la Mesilla jugó un papel importante en el derrocamiento de Antonio López de Santa Anna por parte de los liberales mexicanos, en lo que se conoce como la Revolución de Ayutla, ya que fue ampliamente vista como la venta del patrimonio de México. A medida que los liberales hicieron cambios políticos significativos en México y estalló una guerra civil entre los opositores conservadores a la reforma liberal, el gobierno liberal de Benito Juárez negoció con los Estados Unidos para permitir la construcción de una ruta interoceánica en el sur de México. En 1859 se firmó un tratado entre Melchor Ocampo y el representante de los Estados Unidos Robert Milligan McLane, dando sus nombres al Tratado McLane-Ocampo. El Senado de los Estados Unidos no ratificó el tratado. Si hubiera pasado, México habría hecho concesiones significativas a los Estados Unidos a cambio de dinero en efectivo que el gobierno liberal mexicano necesitaba desesperadamente.

### 1860s
En 1861, los conservadores mexicanos recurrieron al Emperador francés Napoleón III Bonaparte para abolir la república dirigida por el presidente liberal Benito Juárez. Francia favoreció a los estados secesionistas del sur que formaron los Estados Confederados de América en la guerra civil americana, pero no le otorgaron reconocimiento diplomático. Los franceses esperaban que una victoria confederada facilitaría el dominio económico francés en México. Al darse cuenta de que el gobierno de los Estados Unidos no podía intervenir en México, Francia invadió México e instaló un príncipe austríaco Maximiliano I de México como Emperador de México en 1864. Debido a las convicciones compartidas del gobierno democráticamente elegido del presidente Benito Juárez y el presidente de los Estados Unidos, Abraham Lincoln, el abogado y diplomático, Matías Romero, nombrado por el gobierno liberal y presentando cartas credenciales al presidente Abraham Lincoln en 1863 como enviado extraordinario y ministro plenipotenciario de México de la entonces Legación Mexicana en Estados Unidos, con sede en Washington D. C., movilizó apoyo en el Congreso de los Estados Unidos y los Estados Unidos protestaron por la violación de Francia de la Doctrina Monroe.  Una vez que la guerra civil estadounidense llegó a su fin en abril de 1865, Estados Unidos permitió a los partidarios de Juárez comprar abiertamente armas y municiones y emitió advertencias más fuertes a París. Emperador Napoleón III finalmente retiró a su ejército en desgracia, y el Emperador Maximiliano, que permaneció en México incluso cuando se le dio la opción de exiliarse, fue ejecutado por el gobierno mexicano en 1867. El apoyo que los Estados Unidos habían otorgado al gobierno liberal de Juárez, al negarse a reconocer al gobierno de Maximiliano y luego al suministrar armas a las fuerzas liberales, ayudó a mejorar la relación entre los Estados Unidos y México.

### El Porfiriato (1876–1910)
Con la toma de la presidencia del General Porfirio Díaz en 1876, las relaciones entre México y las potencias extranjeras, incluyendo a los Estados Unidos, cambiaron. Se volvió más acogedor para la inversión extranjera con el fin de obtener ganancias económicas, pero no cedería su soberanía política. El régimen de Díaz tenía como objetivo implementar el "orden y el progreso", lo que aseguró a los inversores extranjeros que sus empresas podrían prosperar. Díaz era un héroe nacionalista y militar que había luchado hábilmente contra la intervención francesa (1862-1867). Los Estados Unidos habían ayudado al gobierno liberal de Benito Juárez al no reconocer a los invasores franceses y al emperador títere que los conservadores mexicanos invitaron a gobernar sobre ellos, y los Estados Unidos también habían proporcionado armas a los liberales una vez que terminó su propia guerra civil. Pero Díaz desconfiaba del "coloso del norte".
Díaz había derrocado al presidente Sebastián Lerdo de Tejada en la Revolución de Tuxtepec (1876). Estados Unidos no reconoció al gobierno de Díaz hasta 1878, cuando Rutherford B. Hayes fuera presidente. Dado que Francia había invadido México en 1862, México no restableció inicialmente las relaciones diplomáticas con él u otras potencias europeas, sino que buscó una "relación especial" con los Estados Unidos. Un problema que causó tensión entre México y los Estados Unidos fueron los grupos indígenas cuyos territorios tradicionales se ubicaron a lo largo de lo que ahora era un límite internacional, sobre todo la tribu Apache. El líder apache Gerónimo se hizo famoso por sus incursiones en ambos lados de la frontera. Los bandidos que operaban en ambos países también cruzaban frecuentemente la frontera para atacar a los asentamientos mexicanos y estadounidenses, aprovechando la desconfianza mutua y los diferentes códigos legales de ambas naciones. Estas amenazas finalmente estimularon una mayor cooperación entre las autoridades estadounidenses y mexicanas, especialmente cuando se trata de las fuerzas de caballería montadas. Las tensiones entre los Estados Unidos y México se mantuvieron altas, pero una combinación de factores en los Estados Unidos provocó el reconocimiento del régimen de Díaz. Estos incluyeron la necesidad de distraer al electorado estadounidense del escándalo de las elecciones de 1876 enfocándose en el conflicto internacional con México, así como el deseo de los inversores estadounidenses y sus partidarios en el Congreso de construir una línea ferroviaria entre la Ciudad de México y El Paso, Texas.
Con la construcción de la línea ferroviaria que une a México y los Estados Unidos, la región fronteriza se convirtió de una región fronteriza escasamente poblada en una zona económica vibrante. La construcción del ferrocarril y la colaboración de los ejércitos de los Estados Unidos y México terminaron efectivamente con las Guerras apaches a fines de la década de 1880. La línea entre la Ciudad de México y El Paso, Texas, se inauguró en 1884.
Un problema en curso en la región fronteriza era el límite exacto entre México y los Estados Unidos, particularmente porque el canal del Río Grande cambiaba a intervalos. En 1889, se estableció la Comisión Internacional de Límites y Aguas, y todavía funciona en el siglo XXI.
Tras dejar su cuarto periodo como Secretario de Hacienda y Crédito Público en 1893, Matías Romero regresó a su última misión diplomática en Washington D. C., con el cargo de enviado extraordinario y ministro plenipotenciario de México de la hasta entonces, Legación Diplomática de México en Estados Unidos. Es en su último año de gestión como Ministro plenipotenciario de México ante Estados Unidos, en 1898, que la Legación Diplomática mexicana elevó su rango a Embajada, siendo esta la primera representación diplomática como Embajada mexicana, y por lo tanto, Matías Romero se convirtió en el primer Embajador Extraordinario y Plenipotenciario de México ante Estados Unidos de América y el primer Embajador de México en el extranjero.

### La cumbre Taft-Díaz

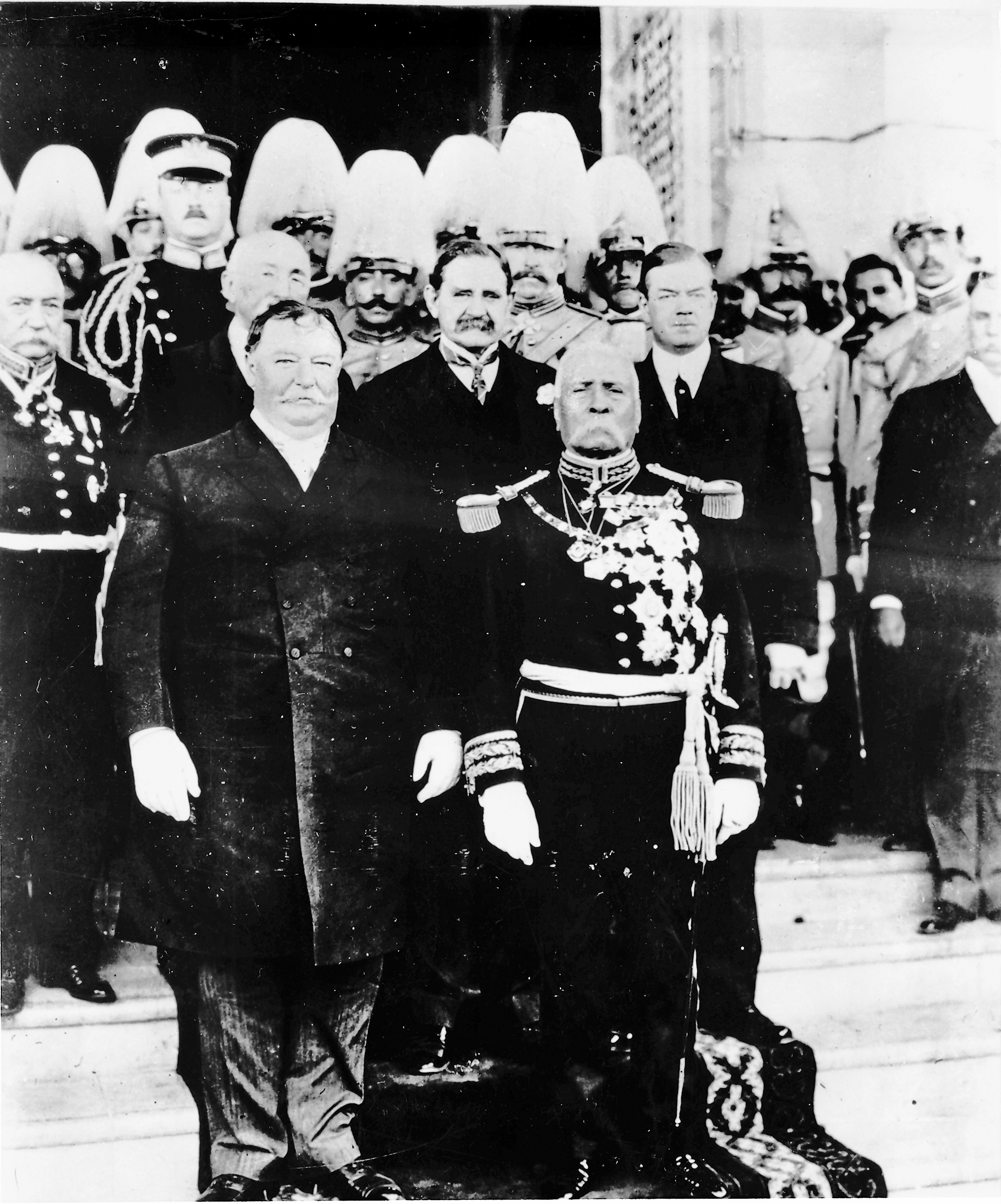
Los presidentes William Howard Taft y Porfirio Díaz en su primera cumbre presidencial en Ciudad Juárez, México, octubre 1909.

En 1909, los presidentes William Howard Taft y Porfirio Díaz planearon una cumbre en El Paso, TX, y Ciudad Juárez, Chih.; para una primera reunión histórica entre un presidente estadounidense y un presidente mexicano, la primera vez que un presidente estadounidense cruzaría la frontera a México, y solo el segundo viaje internacional del presidente Díaz. Díaz solicitó la reunión para mostrar el apoyo de Estados Unidos a su octava carrera prevista como presidente, y Taft acordó apoyar a Díaz para proteger los millones de dólares de capital estadounidense que luego invirtió en México. Ambas partes acordaron que la disputa  Franja de Chamizal que conecta El Paso con Ciudad Juárez se consideraría territorio neutral sin banderas presentes durante la cumbre, pero la reunión enfocó en la atención en este territorio y resultó en amenazas de asesinato y otras amenazas serias y en otras preocupaciones de seguridad. Los Rangers de Texas, 4,000 tropas estadounidenses y mexicanas, agentes del Servicio Secreto de Estados Unidos, Agentes de BOI (más tarde FBI) y agentes de policía estadounidenses fueron llamados para proporcionar seguridad. Otros 250 elementos de seguridad privada liderados por Frederick Russell Burnham, el celebrado explorador; fueron contratados por John Hays Hammond, un amigo cercano de Taft de la Universidad Yale y excandidato a Vicepresidente de Estados Unidos en 1908, quien, junto con su socio comercial Burnham, tenía considerables intereses mineros en México. El 16 de octubre, el día de la cumbre, Burnham y el soldado C.R. Moore, un Ranger de Texas, descubrieron a un hombre que sostenía una pistola de palma protectora oculta en el edificio de la Cámara de Comercio de El Paso a lo largo de la ruta de la procesión. Burnham y Moore capturaron y desarmaron al asesino a unos pocos metros de Taft y Díaz.

### La Revolución mexicana
Los Estados Unidos había reconocido por mucho tiempo al gobierno de Porfirio Díaz. Estados Unidos también apoyó la transición que provocó la elección democrática de Francisco I. Madero. El presidente estadounidense, Woodrow Wilson, quien asumió el cargo poco después del asesinato de Madero en 1913, rechazó la legitimidad del "gobierno de carniceros" de Victoriano Huerta y exigió que México establece elecciones democráticas. Después de que el personal de la armada estadounidense fue arrestado en el puerto de Tampico por los soldados de Huerta, Estados Unidos se apoderó del Puerto de Veracruz, lo que resultó en la muerte de 170 soldados mexicanos y un número desconocido de civiles mexicanos.
President Wilson también envió una Expedición punitiva contra Francisco Villa dirigida por el General John J. Pershing a México; privó a los rebeldes de suministros pero no logró capturar a Villa.
Mientras tanto, Alemania intentaba desviar la atención estadounidense de Europa provocando una guerra. Los alemanes enviaron a México el Telegrama Zimmermann en enero de 1917, ofreciendo una alianza militar para luchar contra los Estados Unidos. Los británicos interceptaron el mensaje y el President Wilson lo lanzó a la prensa, aumentando las demandas de entrada estadounidense en la Primera Guerra Mundial. El gobierno mexicano rechazó la propuesta después de que sus militares advirtieron sobre la derrota masiva. México se mantuvo neutral.

### 1920–1945
Tras el final de la fase militar de la Revolución mexicana, los estadounidenses y los mexicanos reclamaron daños durante la guerra civil que duró una década. La Comisión de Reclamaciones Estadounidense-Mexicana se creó para resolverlos durante la presidencia del general revolucionario Álvaro Obregón y el presidente de los Estados Unidos Calvin Coolidge. Obregón estaba ansioso por resolver problemas con los Estados Unidos, incluyendo el petróleo, para asegurar el reconocimiento diplomático de las negociaciones de los Estados Unidos sobre el petróleo y dieron como resultado el Tratado de Bucareli en 1923.
Cuando el presidente Plutarco Elías Calles sucedió a Obregón en 1924, repudió el Tratado de Bucareli. Las relaciones entre el gobierno de Calles y los Estados Unidos deterioraron aún más. En 1926, Calles implementó artículos de la Constitución Política de los Estados Unidos Mexicanos que le dieron al estado el poder de suprimir el papel de la Iglesia católica en México. Estalló un gran levantamiento civil, conocido como la Guerra Cristera. La agitación en México llevó al gobierno de los Estados Unidos a reemplazar a su embajador, nombrando a un banquero de Wall Street, Dwight Morrow para el puesto. Embajador Morrow jugó un papel clave en la negociación de un acuerdo entre la jerarquía católica y el gobierno mexicano que puso fin al conflicto en 1929. Morrow creó una gran cantidad de buena voluntad en México al reemplazar el letrero en la embajada que decía "Embajada de los Estados Unidos of America" en lugar de la "embajada americana". También encargó a Diego Rivera pintar murales en el palacio de Hernán Cortés en Cuernavaca, Morelos, que representaban la historia de México.
Durante la presidencia de Lázaro Cárdenas del Río, la controversia sobre el petróleo volvió a estallar. Standard Oil tenía grandes inversiones en México y una disputa entre los trabajadores petroleros y la compañía se resolvería a través del sistema judicial mexicano. La disputa, sin embargo, se intensificó, y el 18 de marzo de 1938, el presidente Cárdenas usó poderes constitucionales para expropiar intereses petroleros extranjeros en México y creó los "Petróleos Mexicanos" (PEMEX), propiedad del gobierno. Aunque Estados Unidos había tenido una larga historia de intervenciones en América Latina, la expropiación no resultó en eso. El presidente Franklin D. Roosevelt estaba implementando la Política de buena vecindad, en la cual Estados Unidos evitó el papel de la intervención y buscó mejores relaciones con la región, lo que sería vital si estallara otro conflicto importante en Europa. Sin embargo, con la Gran Depresión, Estados Unidos implementó una programa para expulsar a los mexicanos en los Estados Unidos en lo que se conocía como la repatriación mexicana.
Bajo la presidencia de Lázaro Cárdenas, México en 1934-40 expropió tres millones de acres de tierras agrícolas propiedad de 300 estadounidenses. Su valor fue un tema de debate: entre $19 millones y $102 millones, pero no se pagó nada. El presidente Roosevelt resolvió el asunto en silencio en 1938. Se negó a intervenir agresivamente en las disputas agrarias mexicanas para no interrumpir el comercio. Simpatizaba con el programa de reforma agraria del presidente mexicano Lázaro Cárdenas, al igual que el embajador Josephus Daniels. Por otro lado, el Secretario Cordell Hull fue antagónico.
A partir del año 1940, Estados Unidos pide visa a residentes mexicanos.

### Segunda Guerra Mundial

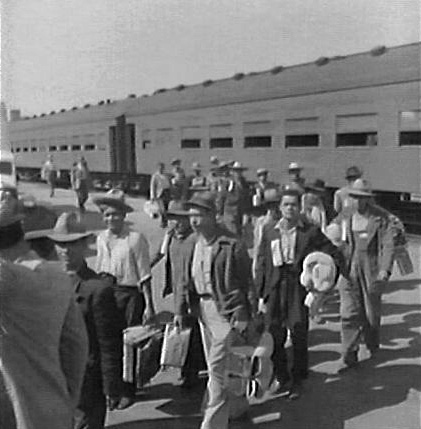
Trabajadores del Programa Bracero llegando a Los Ángeles en 1942.

Cuando Estados Unidos entró en la Segunda Guerra Mundial, negoció un acuerdo con el presidente mexicano Manuel Ávila Camacho para ser aliados en el conflicto contra los poderes del Eje. Estados Unidos compró metales mexicanos, especialmente cobre y plata, pero también implementó un acuerdo laboral con México, conocido como el Programa Bracero. Los trabajadores agrícolas mexicanos fueron traídos bajo contrato a los Estados Unidos para realizar labores principalmente en los sectores agrícolas y cosechar madera en el noroeste. El programa continuó en vigor hasta 1964, cuando la mano de obra organizada en los Estados Unidos presionó para terminarlo.
En 1940 Roosevelt designó a Nelson Rockefeller para dirigir la nueva Coordinator of Inter-American Affairs. La propaganda antifascista fue un proyecto importante en toda América Latina y fue dirigida por la oficina de Rockefeller. Gastó millones en transmisiones de radio y películas, con la esperanza de llegar a una gran audiencia. Además de la propaganda, se asignaron grandes sumas para el apoyo económico y el desarrollo. México fue un valioso aliado en la guerra. Muchas de las disputas sobre el petróleo se resolvieron; Las relaciones en este periodo, fueron de lo más cálidas y exitosas en su historia. Las voces antiamericanas eran silenciosas, porque Estados Unidos y la Unión Soviética fueron aliados. Después de años de debate, México envió una pequeña unidad aérea (Escuadrón 201) a la guerra en el Pacífico. Se llegó a un acuerdo mediante el cual 250,000 ciudadanos mexicanos que vivían en los Estados Unidos, sirvieron en las fuerzas estadounidenses; más de 1000 fueron asesinados en combate.

### Relaciones desde 1945

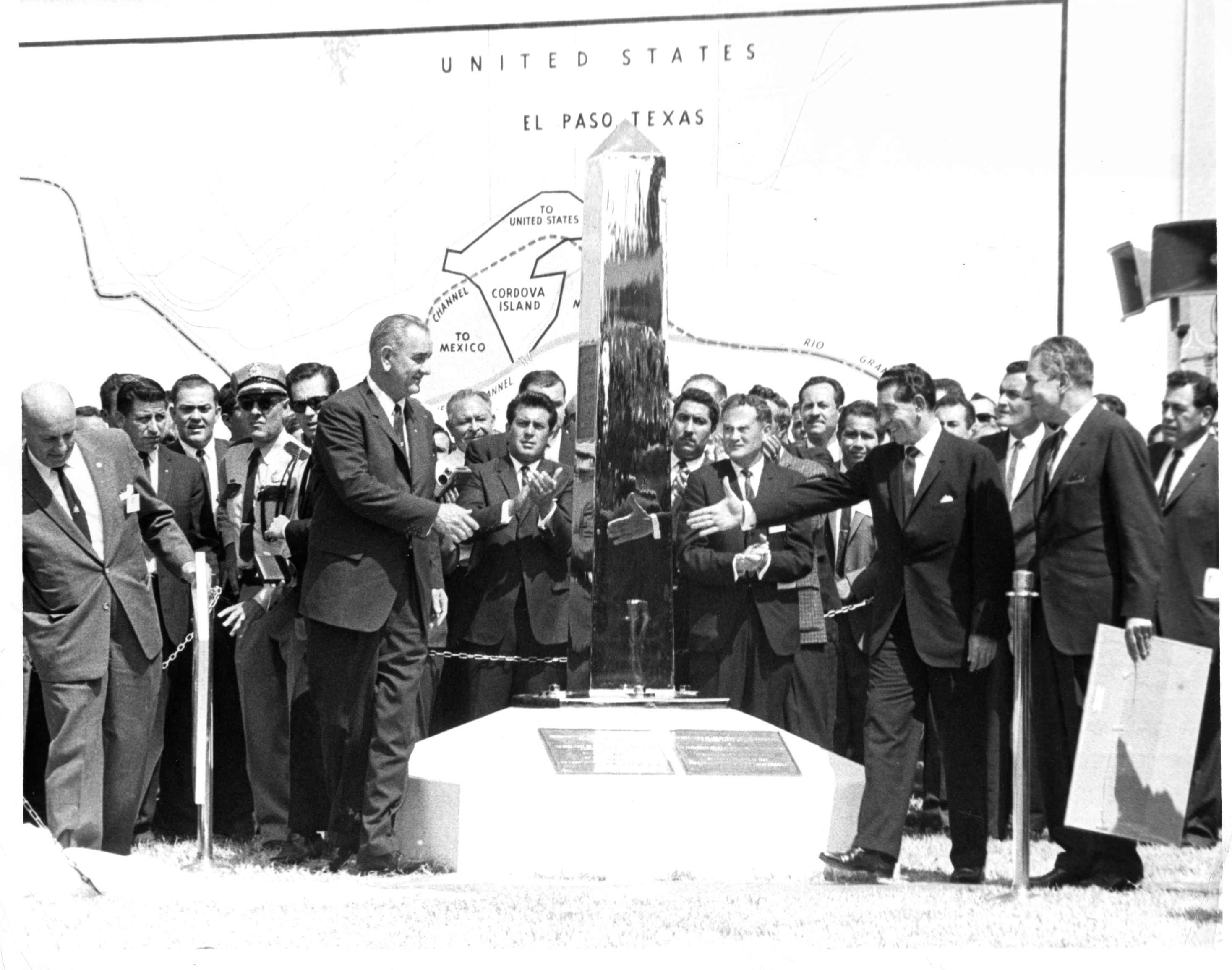
El presidente Lyndon B. Johnson (izquierda) y el presidente Adolfo López Mateos (derecha) develan el nuevo marcador de límite que señala el final pacífico de la disputa del Chamizal

La alianza entre México y Estados Unidos durante la Segunda Guerra Mundial llevó a los dos países a una relación mucho más armoniosa entre sí. El presidente mexicano Manuel Ávila Camacho se reunió en persona con los Presidentes Franklin D. Roosevelt y Harry S. Truman, ayudando a consolidar los lazos con los Estados Unidos. El Presidente Ávila Camacho no fue un líder en la Revolución mexicana, y sostuvo opiniones que eran favorables a los negocios y a los religiosos que eran más congeniables con los Estados Unidos mientras mantenía una retórica revolucionaria. Durante la visita del Presidente Ávila Camacho con el presidente Truman cerca del centenario de la Guerra México-Americana, el presidente Truman devolvió algunas de las pancartas mexicanas capturadas por los Estados Unidos en el conflicto y elogió a los cadetes militares que murieron defendiendo la Ciudad de México durante la invasión.
Para las relaciones bilaterales entre Estados Unidos y México, el final de la Segunda Guerra Mundial significó una disminución de la demanda estadounidense de mano de obra mexicana a través del trabajadores invitados en la Programa Bracero y de materias primas mexicanas para alimentar una guerra importante. Para los trabajadores mexicanos y los exportadores mexicanos, había menos oportunidades económicas. Sin embargo, al mismo tiempo, las arcas del gobierno estaban llenas y ayudaban a la industrialización de la posguerra. En 1946, el partido político dominante cambió su nombre a Partido Revolucionario Institucional (PRI), y al tiempo que mantuvo la retórica revolucionaria, de hecho se embarcó en la industrialización que se extendía entre las políticas nacionalistas y pro-empresariales. México apoyó las políticas estadounidenses en la Guerra Fría y no desafió la intervención estadounidense en Guatemala que derrocó al presidente izquierdista Jacobo Árbenz.

## Relaciones desde 1994

### Tratado de Libre Comercio de América del Norte

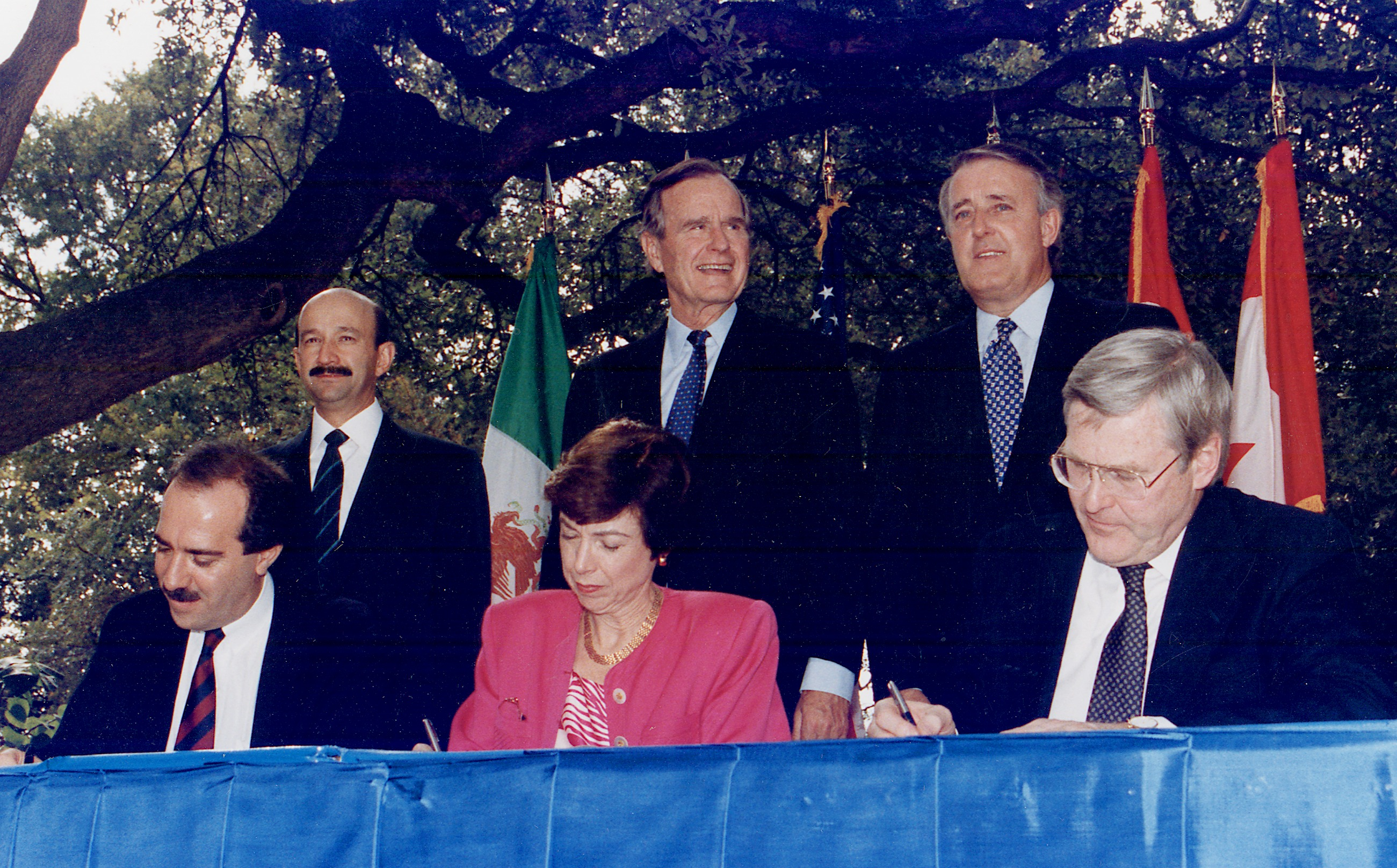
El presidente mexicano Carlos Salinas, el presidente estadounidense George H. W. Bush y el primer ministro canadiense Brian Mulroney durante la firma del Tratado de Libre Comercio de América del Norte

En 1994, México, Estados Unidos y Canadá firmaron el Tratado de Libre Comercio de América del Norte (TLCAN) con el objetivo de eliminar las barreras al comercio y la inversión. Desde entonces, Estados Unidos y México han estrechado sus lazos económicos. Estados Unidos es el mayor socio comercial de México, representando cerca de la mitad de todas las exportaciones en 2008 y más de la mitad de todas las importaciones en 2009. Para los Estados Unidos, México es el tercer mayor socio comercial después de Canadá y China. En 2018, el comercio bilateral entre ambas naciones ascendió a US $574 mil millones de dólares. En noviembre de 2018, se firmó el Tratado entre México, Estados Unidos y Canadá para reemplazar al TLCAN.

### Primera Administración del presidente Trump
En 2016, Donald Trump fue elegido presidente de los Estados Unidos en parte con promesas de campaña de construir un muro fronterizo con México. Desde la elección del presidente Trump, las relaciones diplomáticas entre ambas naciones se han deteriorado con la insistencia de los Estados Unidos de que México pagaría la construcción del muro fronterizo y debido a la hostilidad de los gobiernos estadounidenses hacia la inmigración ilegal que ingresa a los Estados Unidos desde la frontera con México.
En enero de 2019 se establece el programa Quédate en México el cual busca que los solicitantes de asilo mexicanos que desean ir a Estados Unidos se queden en México para ser entrevistados por los servicios de inmigración.
El 4 de noviembre de 2019, nueve ciudadanos de doble nacionalidad estadounidenses/mexicana de la familia LeBaron que residían en el estado mexicano de Sonora; fueron asesinados en una emboscada por presuntos miembros del cartel de Sinaloa. El presidente Trump ofreció asistencia en la investigación de esta masacre, sin embargo, el presidente mexicano, Andrés Manuel López Obrador, rechazó la asistencia de los Estados Unidos, ya que se consideró como intervencionismo.
El 8 de julio de 2020, el presidente mexicano Andrés Manuel López Obrador realizó una visita a Washington D. C. y se reunió con el presidente Donald Trump para celebrar el inicio del Tratado entre México, Estados Unidos y Canadá (T-MEC). El primer ministro canadiense, Justin Trudeau, no asistió a la reunión.

### Administración del presidente Biden
En noviembre de 2021, el presidente mexicano Andrés Manuel López Obrador realizó una visita a Washington D. C. y se reunió con el presidente Joe Biden y con el primer ministro canadiense, Justin Trudeau.
Desde febrero de 2022, el Gobierno estadounidense criticó la polémica reforma en el sector eléctrico del Gobierno mexicano, la cual, ha sido acusada de violar los términos del T-MEC. En marzo, Estados Unidos alertó de que Rusia tiene desplegados más espías en México que en cualquier otro país y criticó las muestras de solidaridad del Congreso mexicano con el Kremlin y su acercamiento a Cuba.
En enero de 2023, el presidente Joe Biden viajó a México para asistir a la Cumbre de Líderes de América del Norte en la Ciudad de México.

### Segunda administración de Trump
Durante su campaña presidencial, Trump amenazó con imponer aranceles del 25% a todos los productos mexicanos a menos que México detuviera el flujo de drogas e inmigrantes hacia Estados Unidos. 
La presidenta de México, Claudia Sheinbaum, ordenó de inmediato al secretario de Economía, Marcelo Ebrard, que impusiera aranceles retaliatorios y otras medidas no arancelarias en respuesta a las amenazas de Donald Trump. Además, Sheinbaum llamó a Trump a dialogar, señalando que los aranceles no resolverían nada y que había "calumniado" a su gobierno al afirmar que estaba aliado con los cárteles de drogas mexicanos .

## Galería

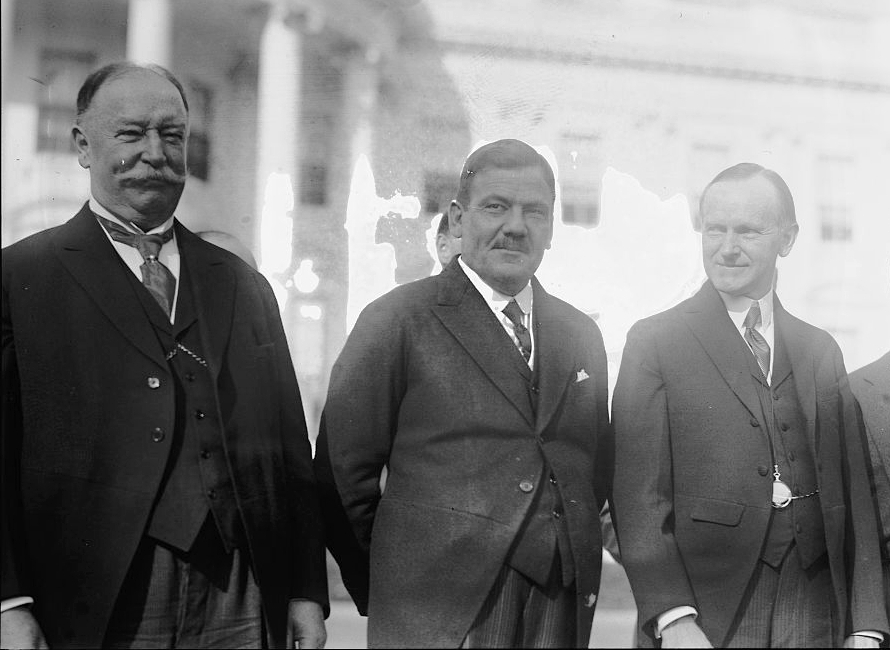
El Presidente de la Corte Suprema (y anterior Presidente estadounidense) William Howard Taft, el Presidente mexicano Plutarco Elías Calles, y el Presidente estadounidense Calvin Coolidge en la Casa Blanca, 1924.
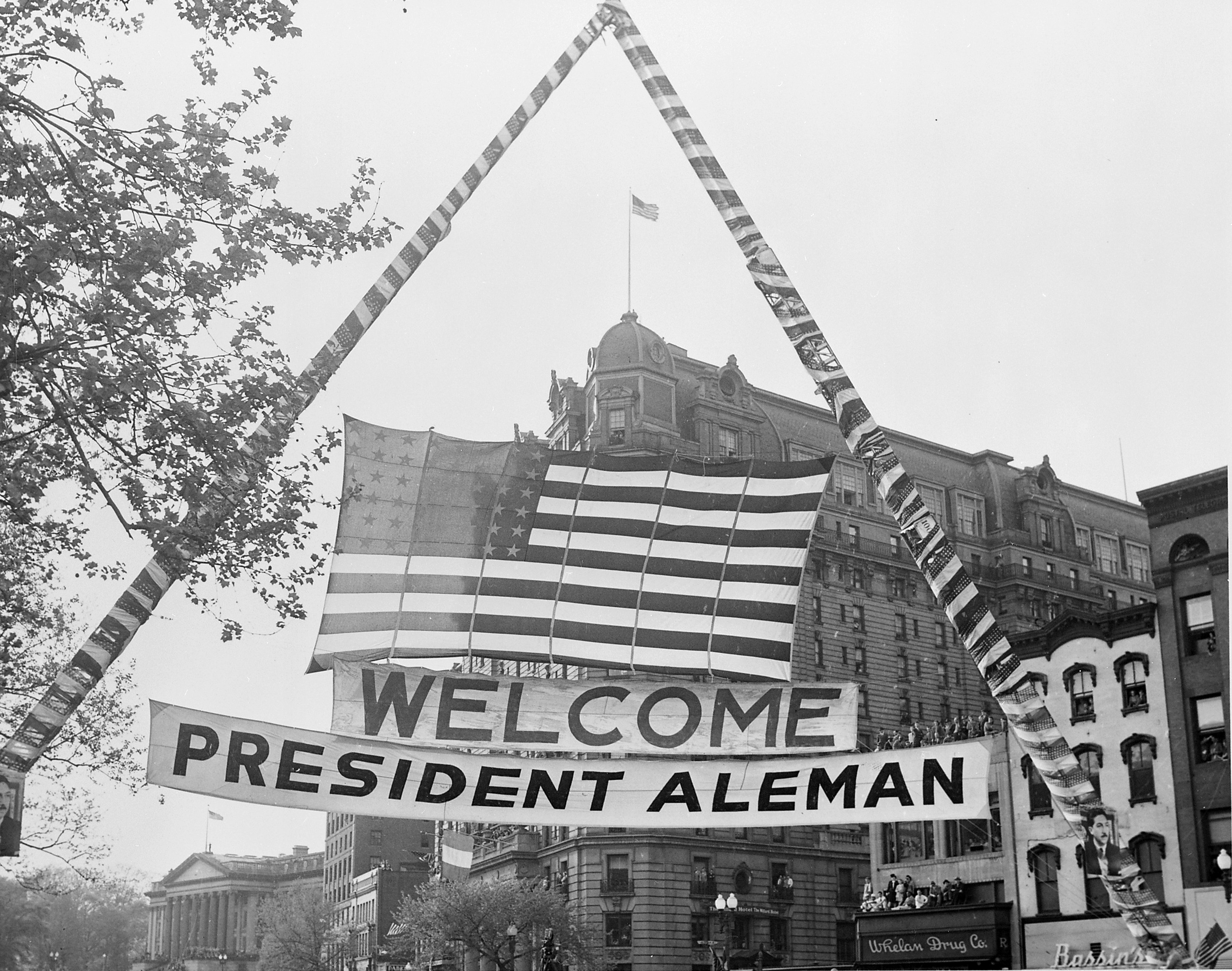
Fotografía de la bandera estadounidense y una pancarta de bienvenida colgada sobre una calle de Washington, D.C. durante las ceremonia de honor de la visita del Presidente mexicano Miguel Alemán Valdés, 1947.
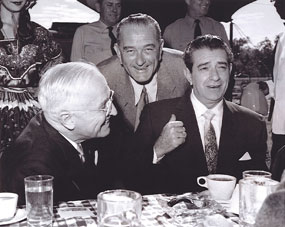
Líder de la mayoría del Senado de los Estados Unidos Lyndon B. Johnson y el Presidente estadounidense Harry S. Truman cenando con el Presidente mexicano Adolfo López Mateos en 1959.
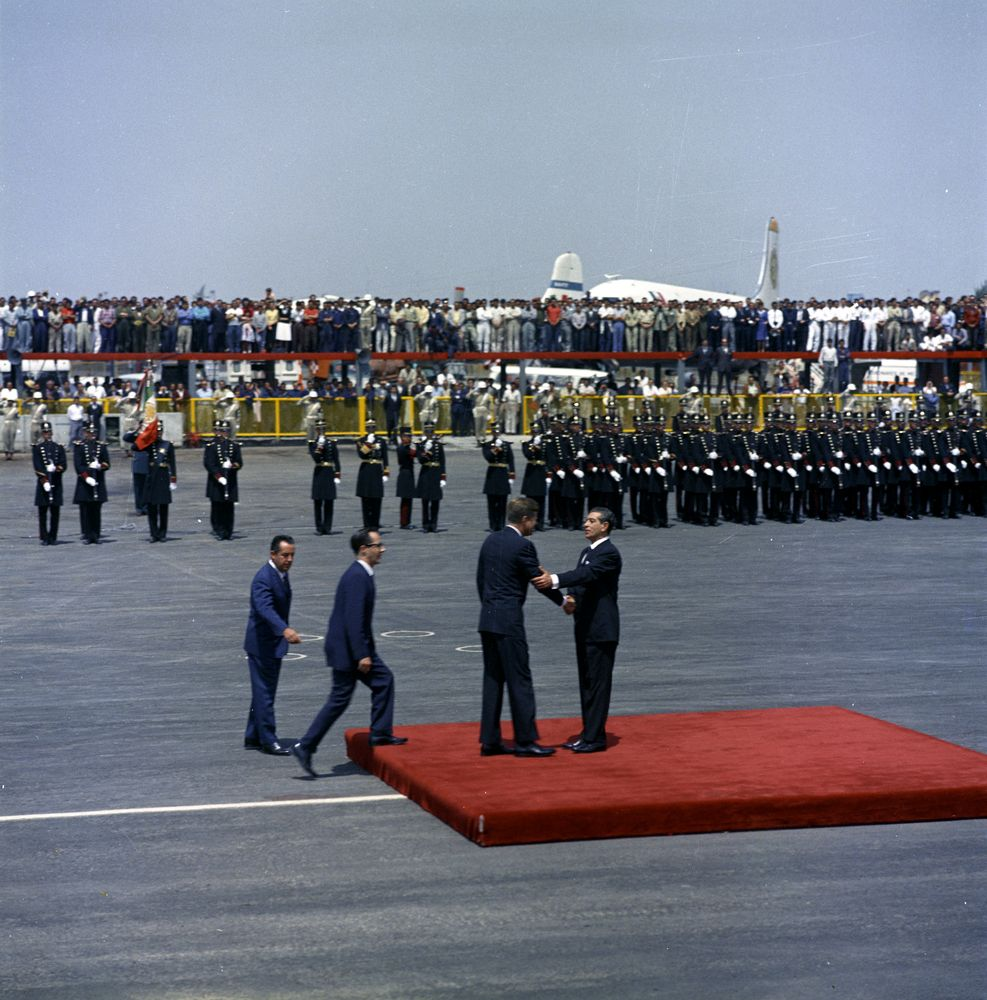
El Presidente estadounidense John F. Kennedy saludando al Presidente mexicano Adolfo López Mateos en el Aeropuerto Internacional de la Ciudad de México en junio de 1962.
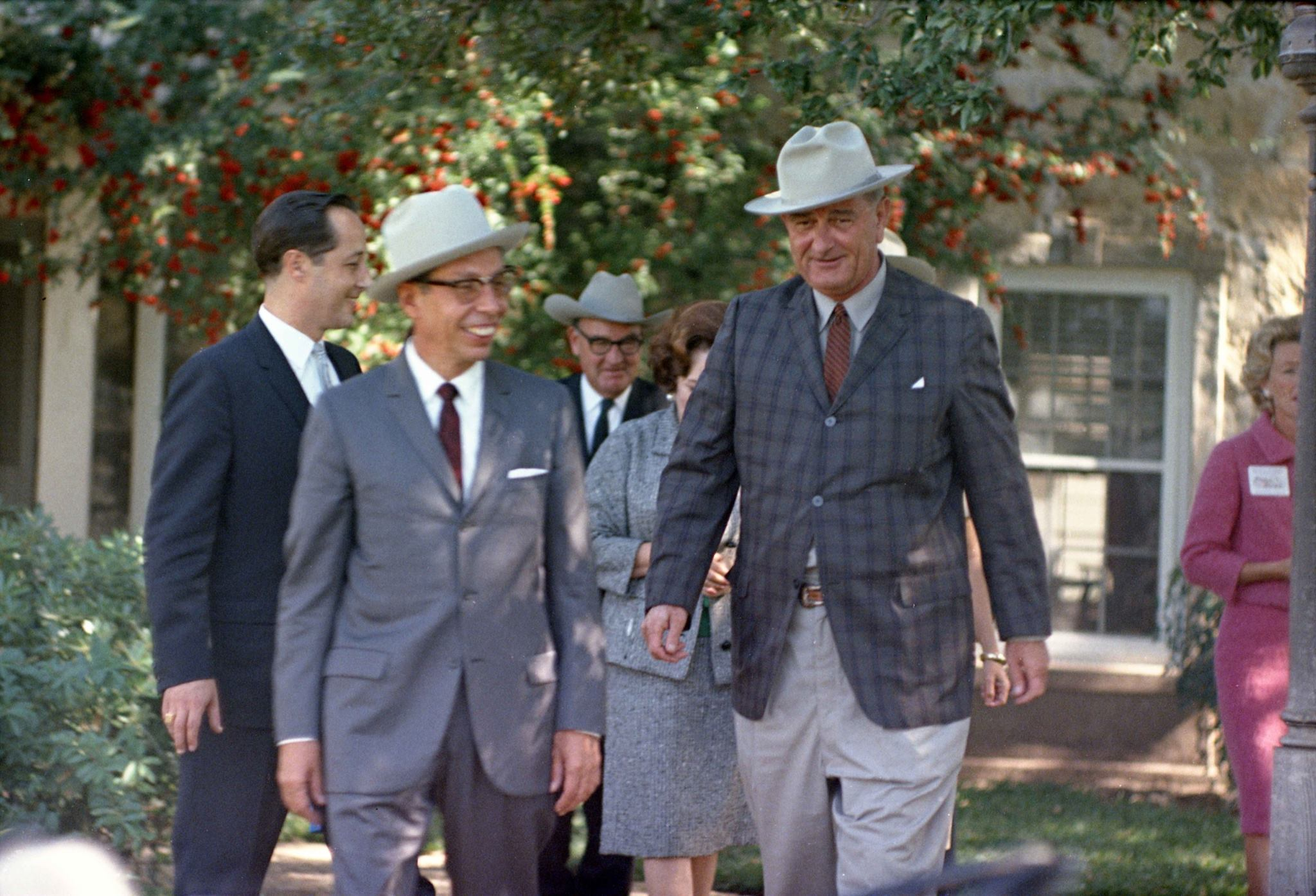
El Presidente Lyndon B. Johnson junto con el Presidente de México Gustavo Díaz Ordaz en  Texas, 1964.
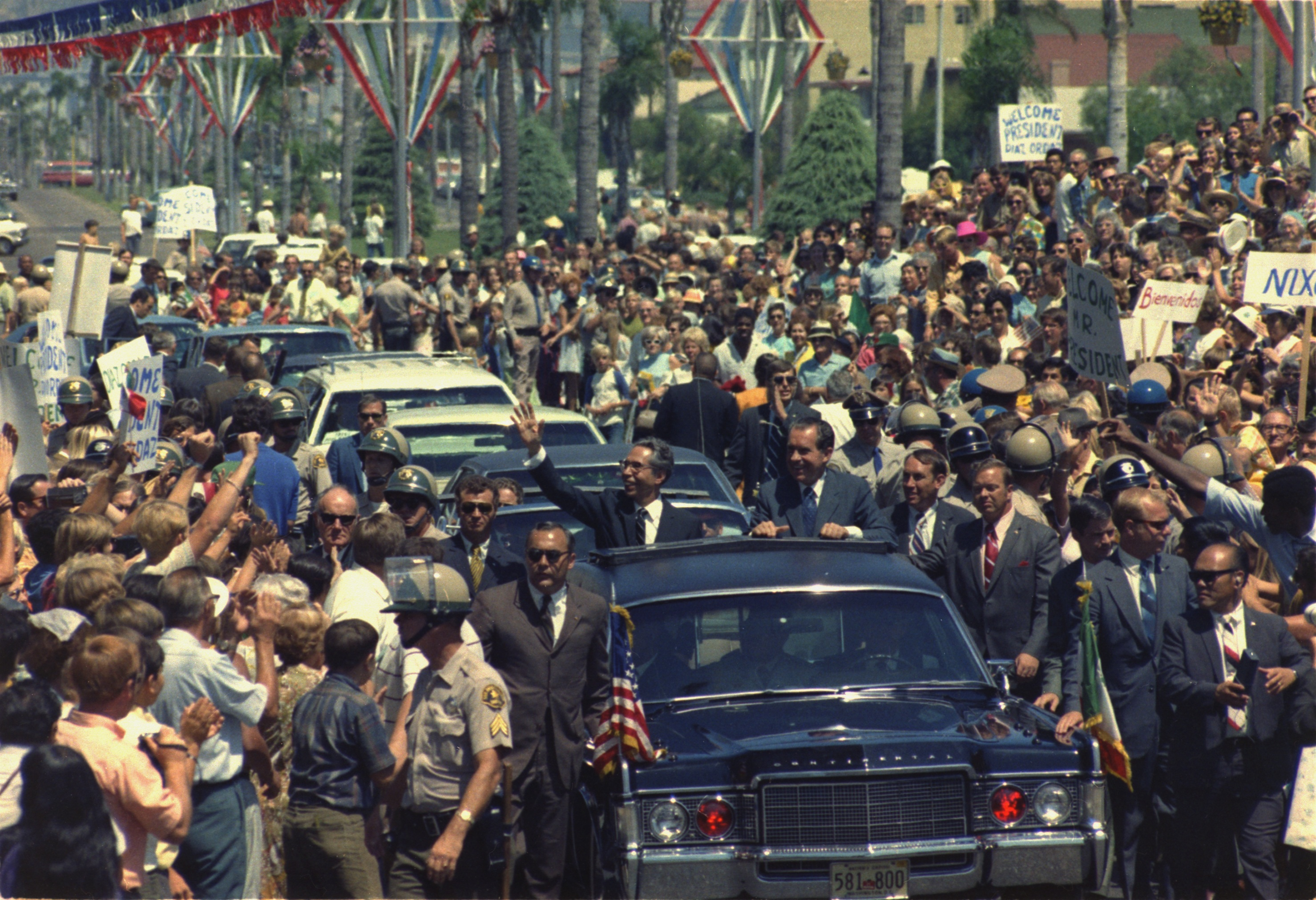
El Presidente Richard Nixon viajando en una caravana presidencial en San Diego con el Presidente mexicano Gustavo Díaz Ordaz, 1970.
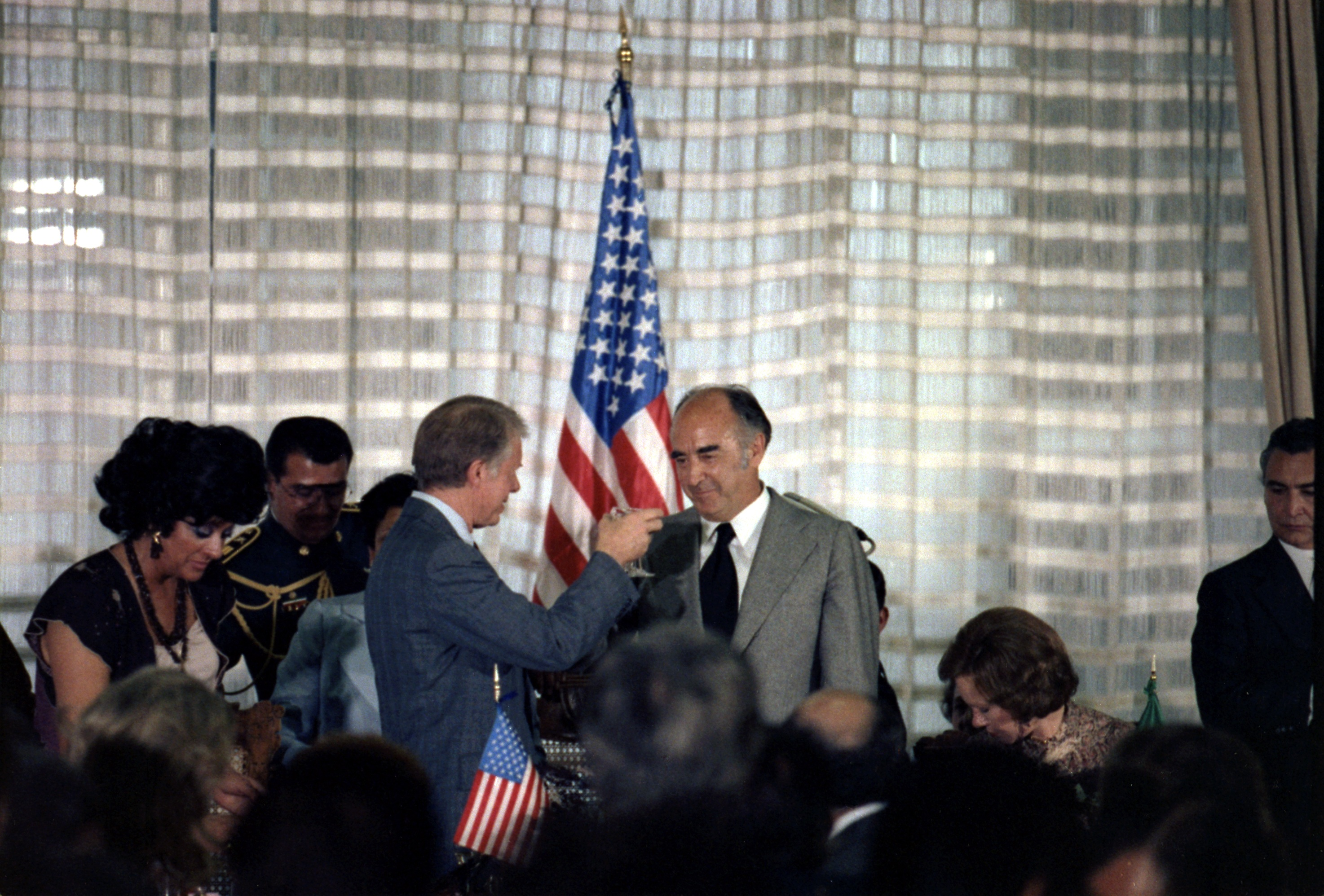
El Presidente Jimmy Carter (izquierda) y el Presidente mexicano José López Portillo (derecha) dando un brindis, 1979.
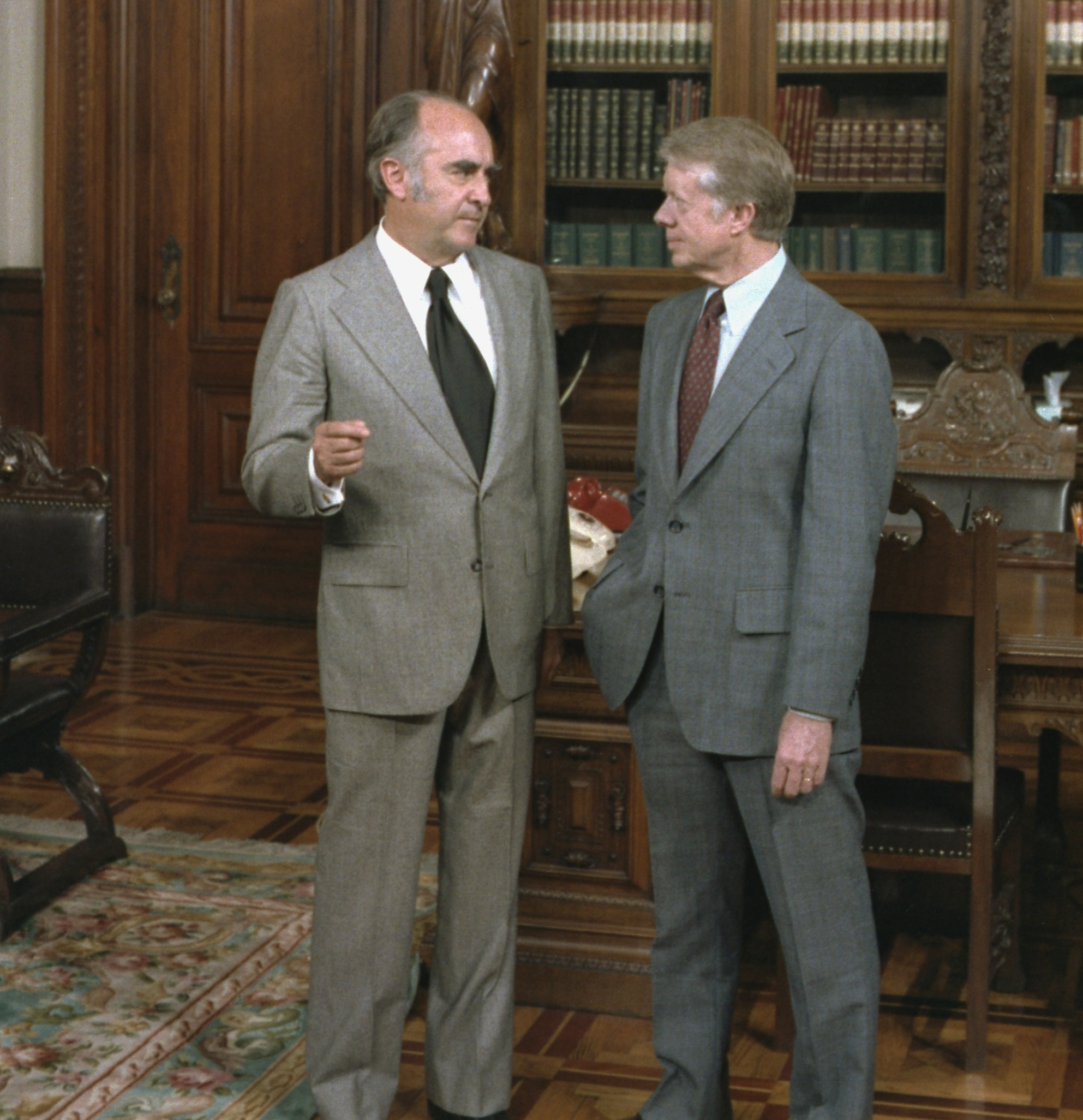
El Presidente José López Portillo y el Presidente estadounidense Jimmy Carter durante una ceremonia de bienvenida en la Ciudad de México, 1979.
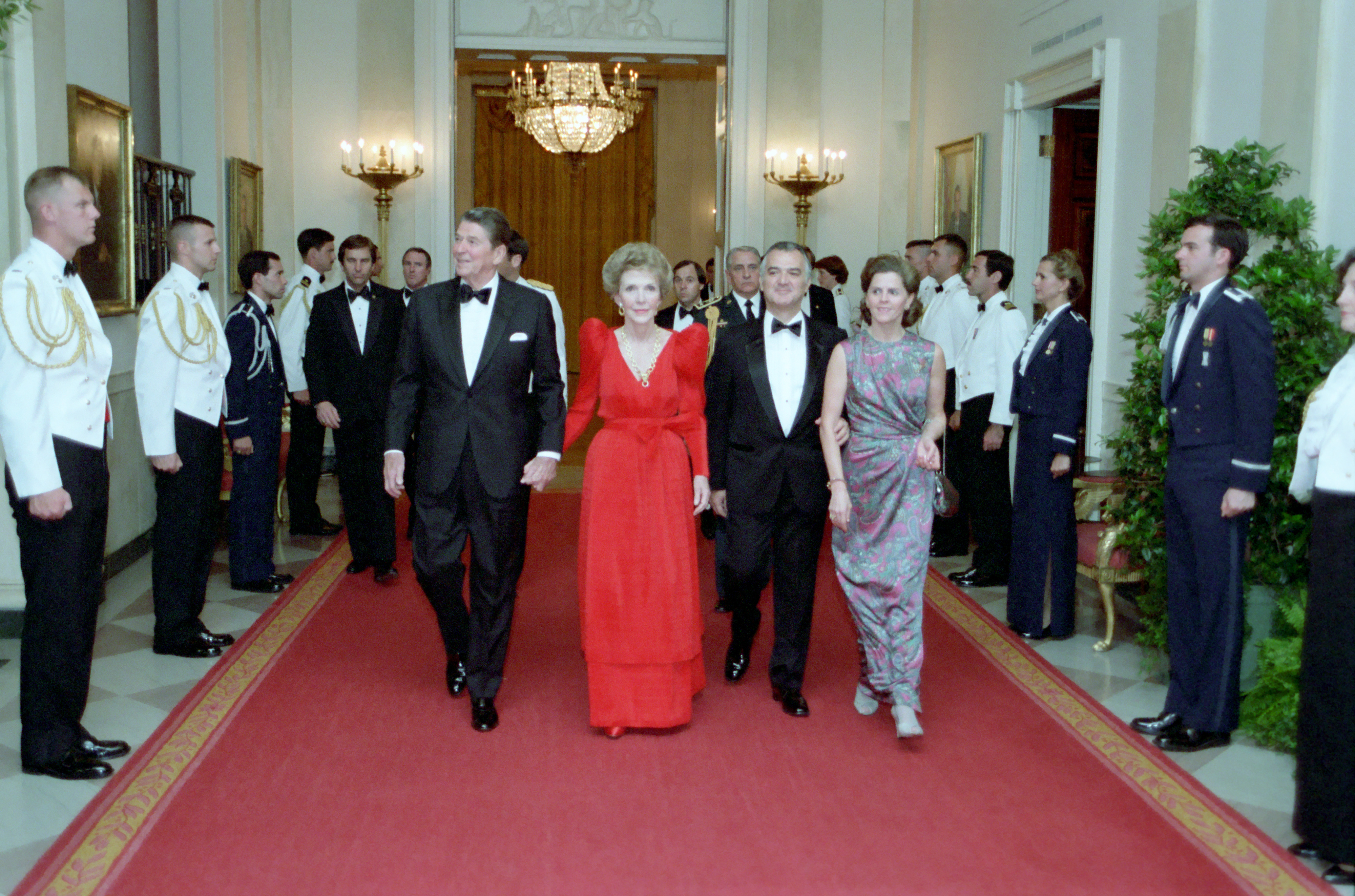
De izquierda a derecha: el Presidente estadounidense Ronald Reagan, su esposa Nancy Reagan, el Presidente mexicano Miguel de la Madrid y su esposa Paloma Cordero en la Casa Blanca, durante una cena de Estado, 1984.
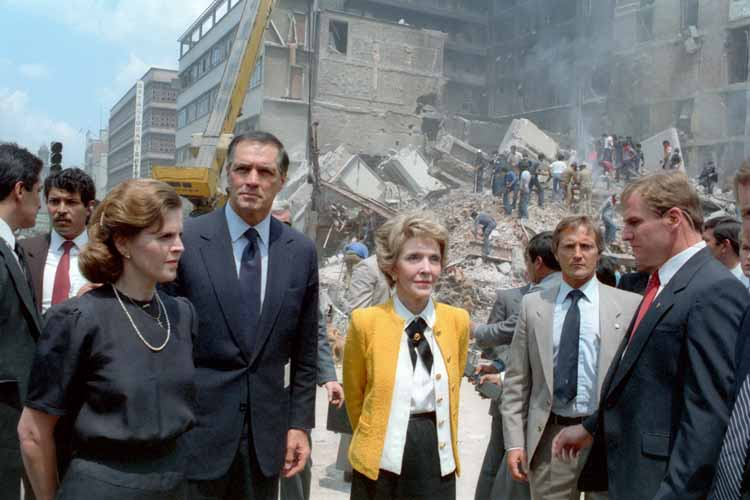
Las primeras damas Paloma Cordero (izquierda) y Nancy Reagan (derecha) con el embajador estadounidense en México, John Gavin observando los daños causados por el terremoto en la Ciudad México, 1985.
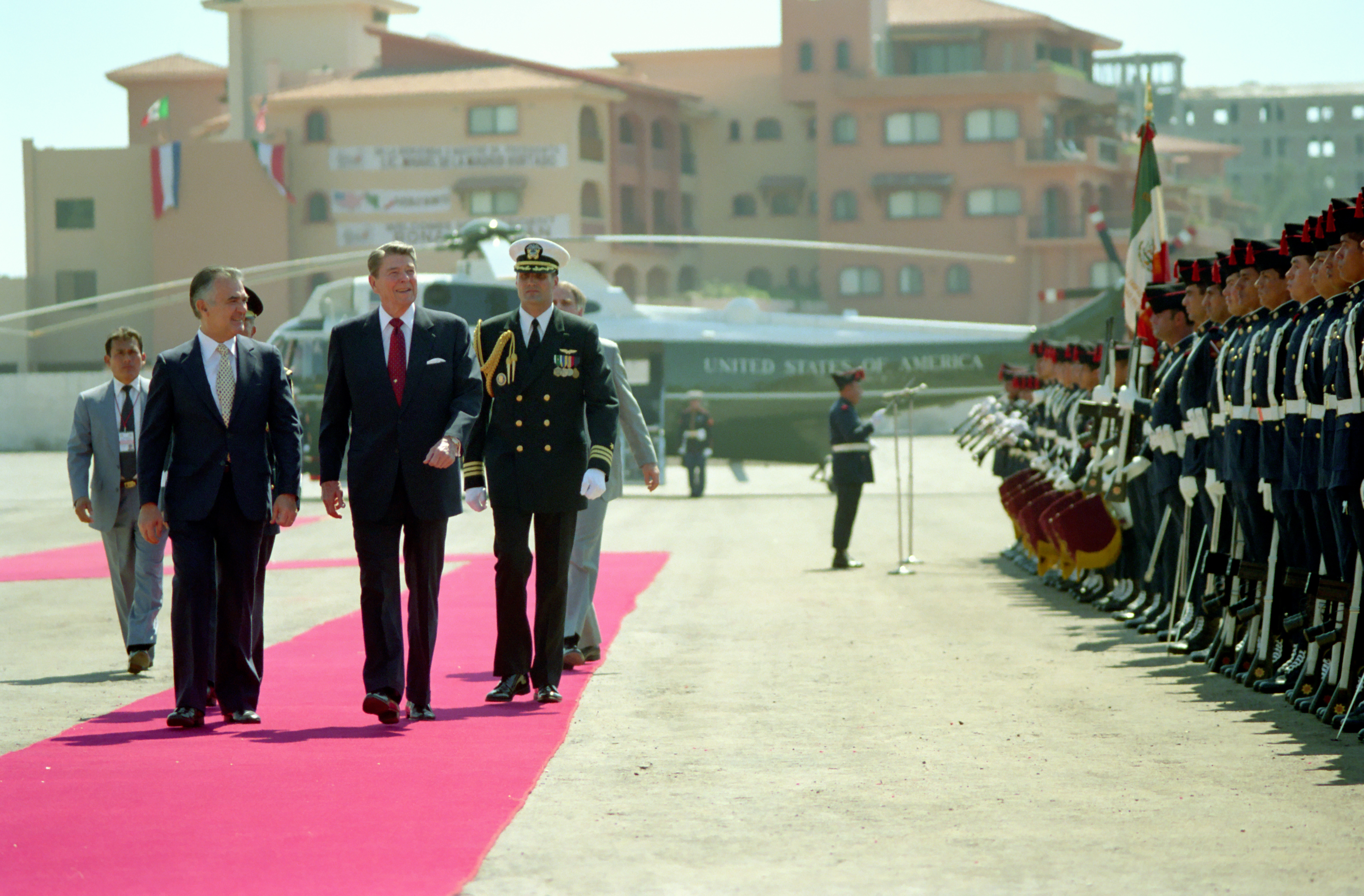
El Presidente mexicano Miguel de la Madrid y el Presidente estadounidense Ronald Reagan en Mazatlán, 1988.
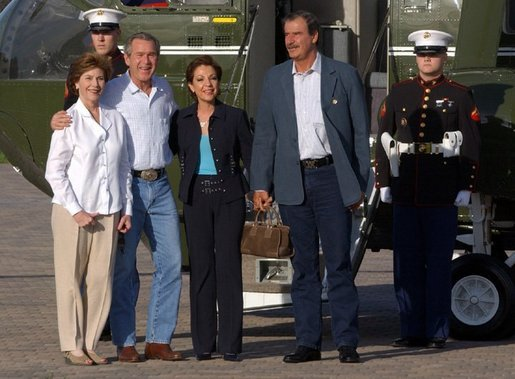
La primera dama estadounidense Laura Bush, el Presidente estadounidense George W. Bush, la primera dama mexicana Marta Sahagún, y el Presidente mexicano Vicente Fox en Crawford, Texas, 2004.
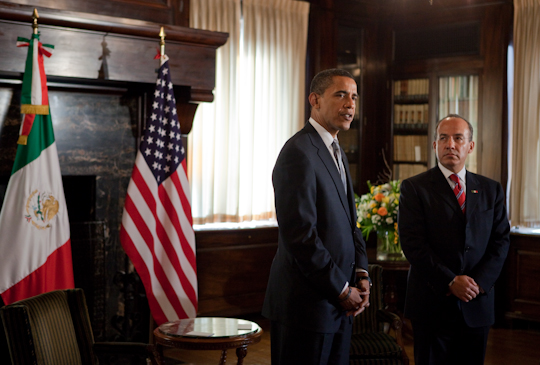
El Presidente-electo estadounidense Barack Obama junto con el Presidente mexicano Felipe Calderón en el Instituto Cultural Mexicano en Washington, D.C., enero de 2009.
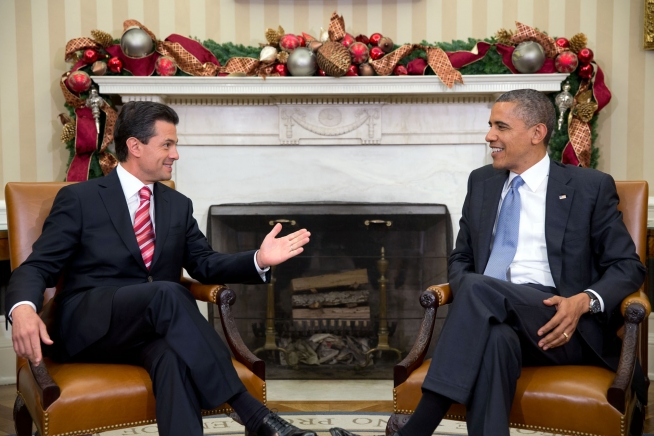
El Presidente estadounidense Barack Obama con el Presidente-electo Enrique Peña Nieto en la Casa Blanca, 2012.
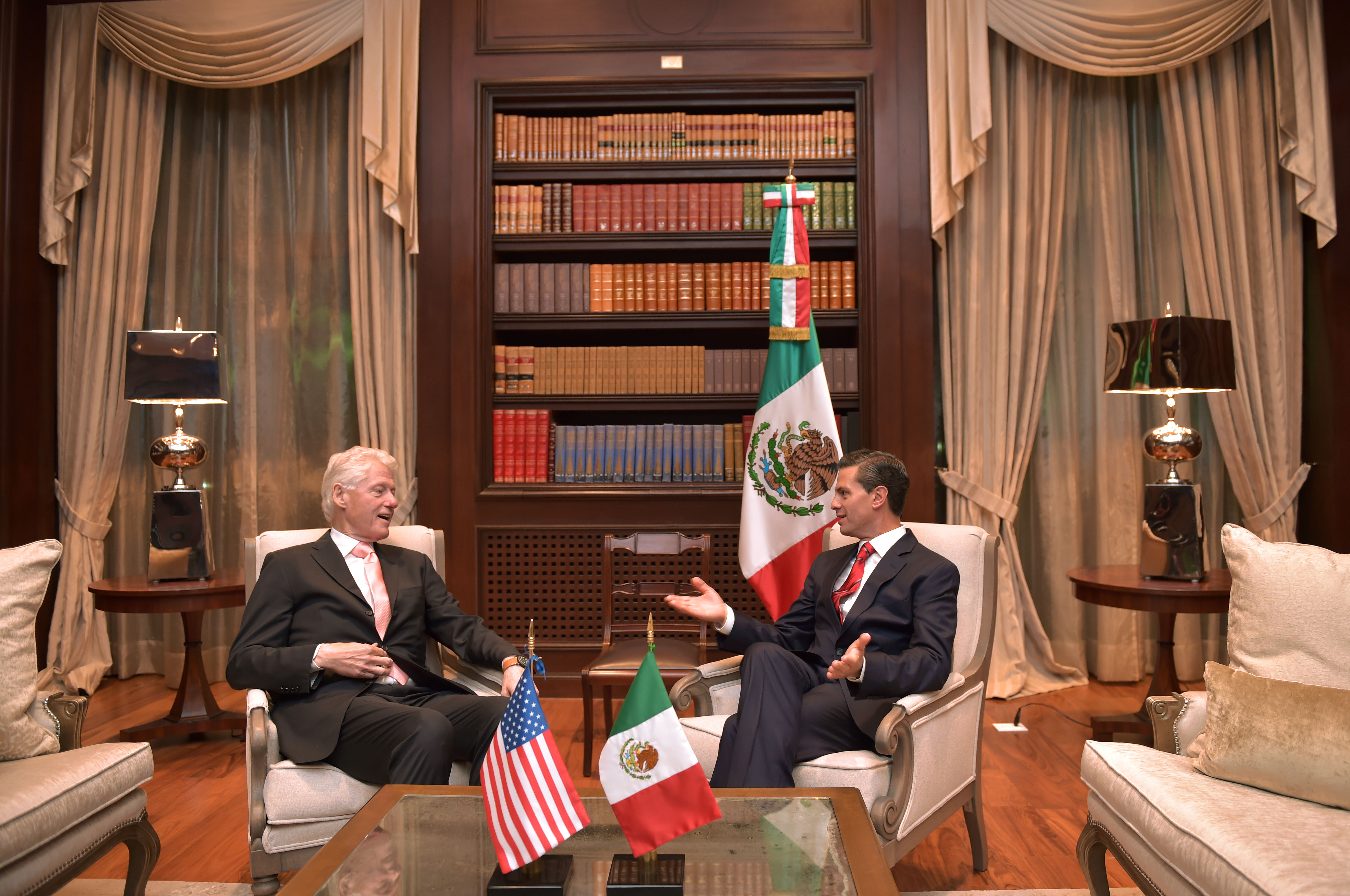
Reunión entre el ex-Presidente estadounidense Bill Clinton con el Presidente Enrique Peña Nieto en Los Pinos, 2015.
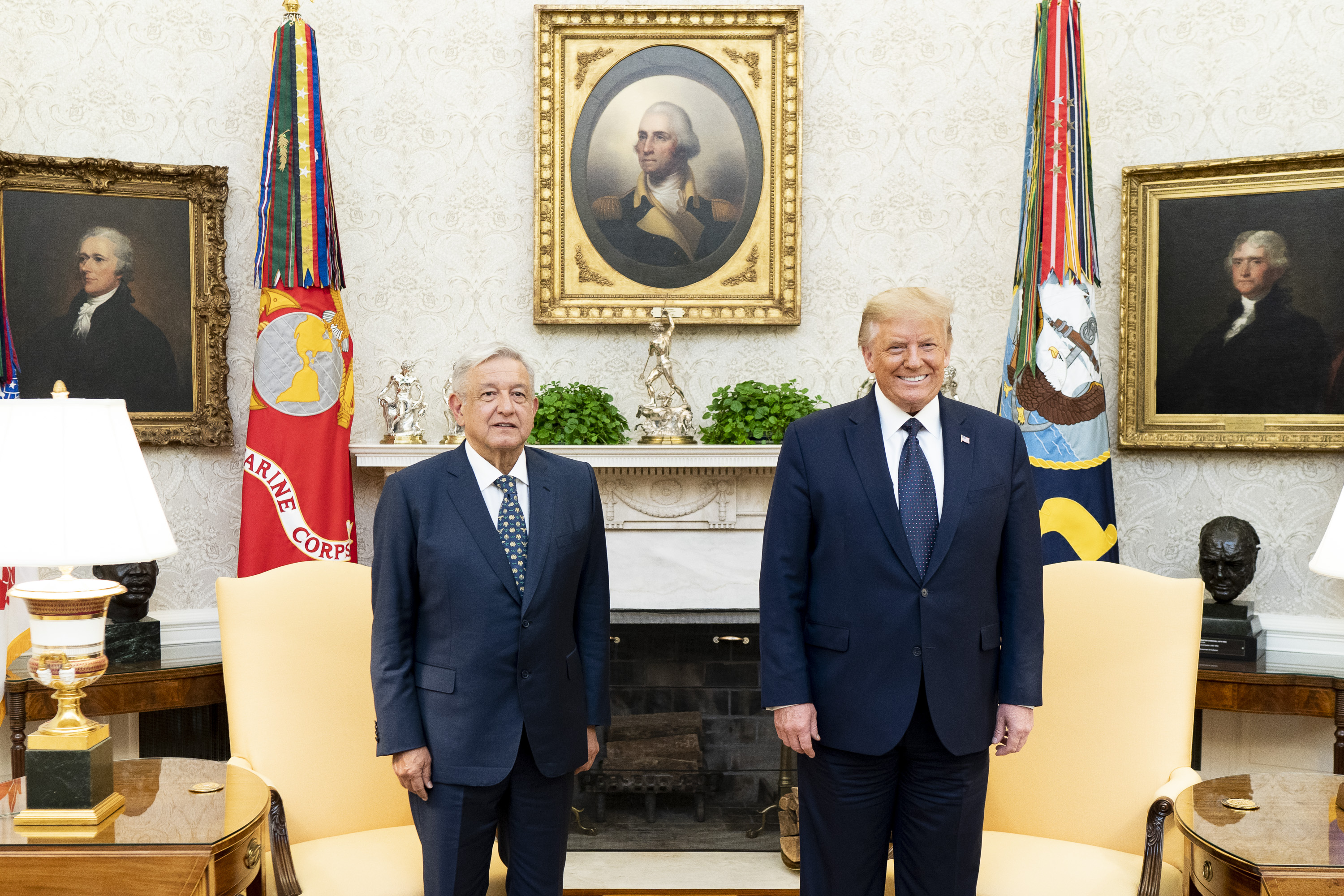
El Presidente estadounidense Donald Trump y el Presidente mexicano Andrés Manuel López Obrador en la Oficina Oval de la Casa Blanca, 2020.
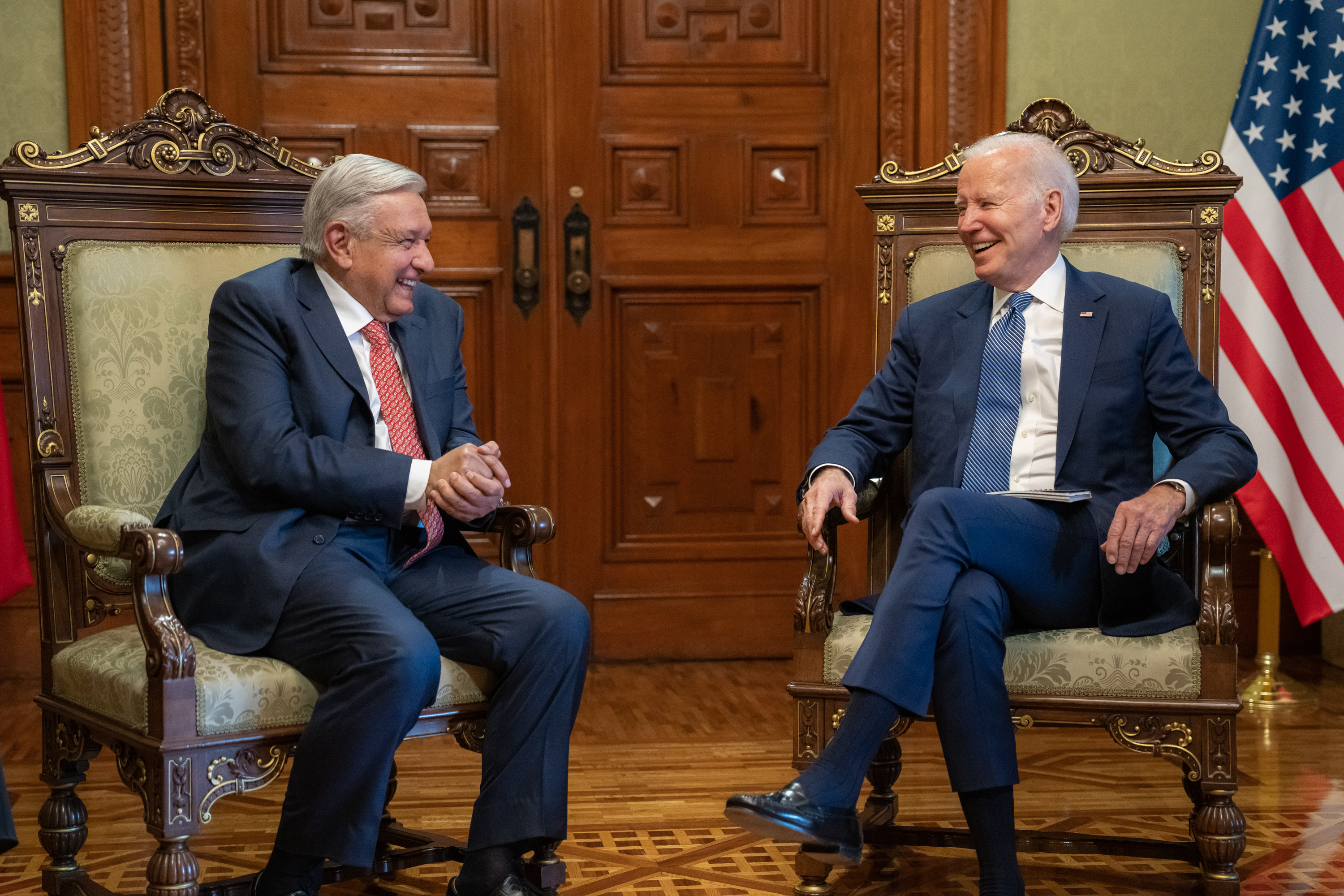
El Presidente estadounidense Joe Biden y el Presidente Andrés Manuel López Obrador en la Ciudad de México, 2023.

## Misiones diplomáticas residentes

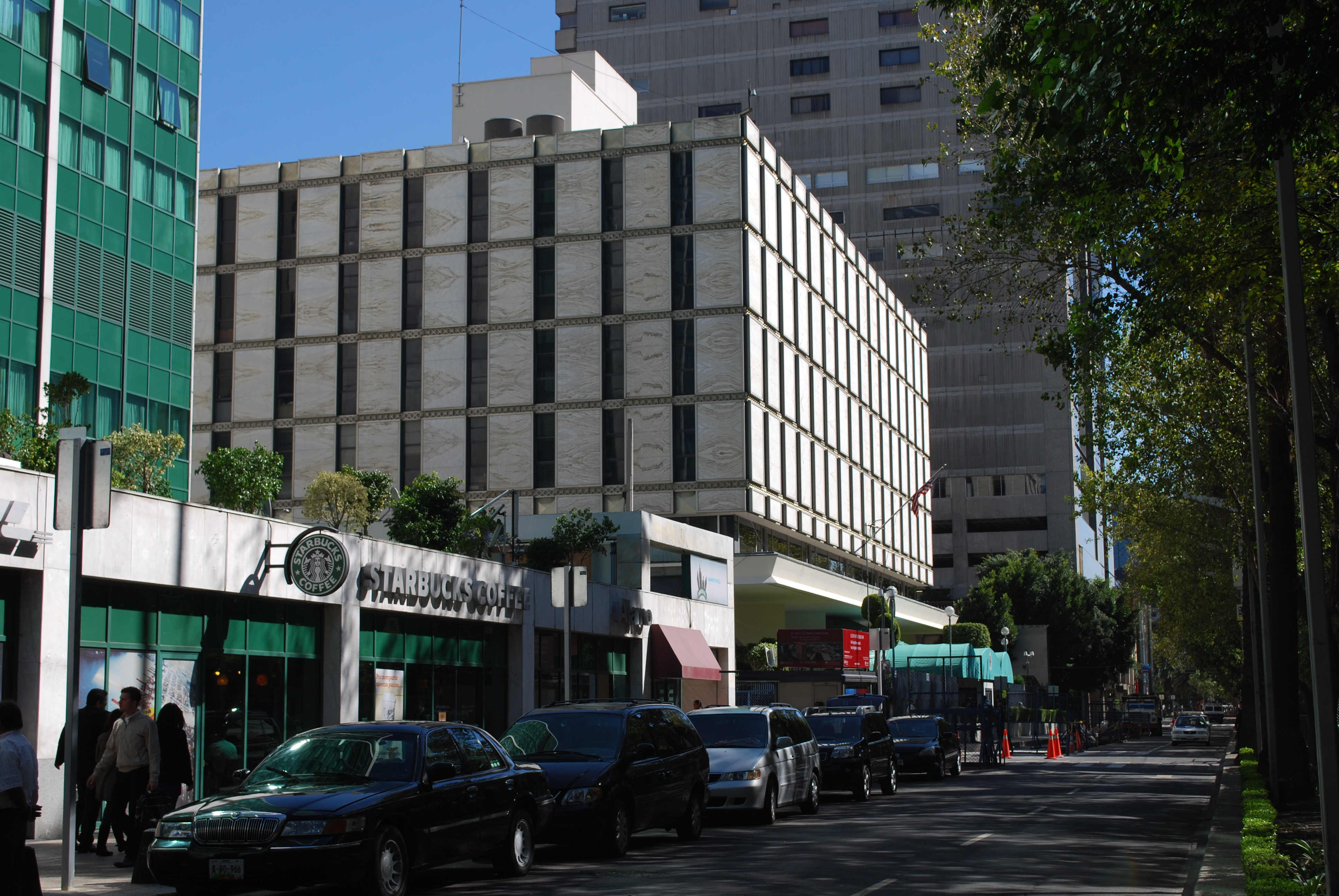
Embajada de los Estados Unidos en la Ciudad de México

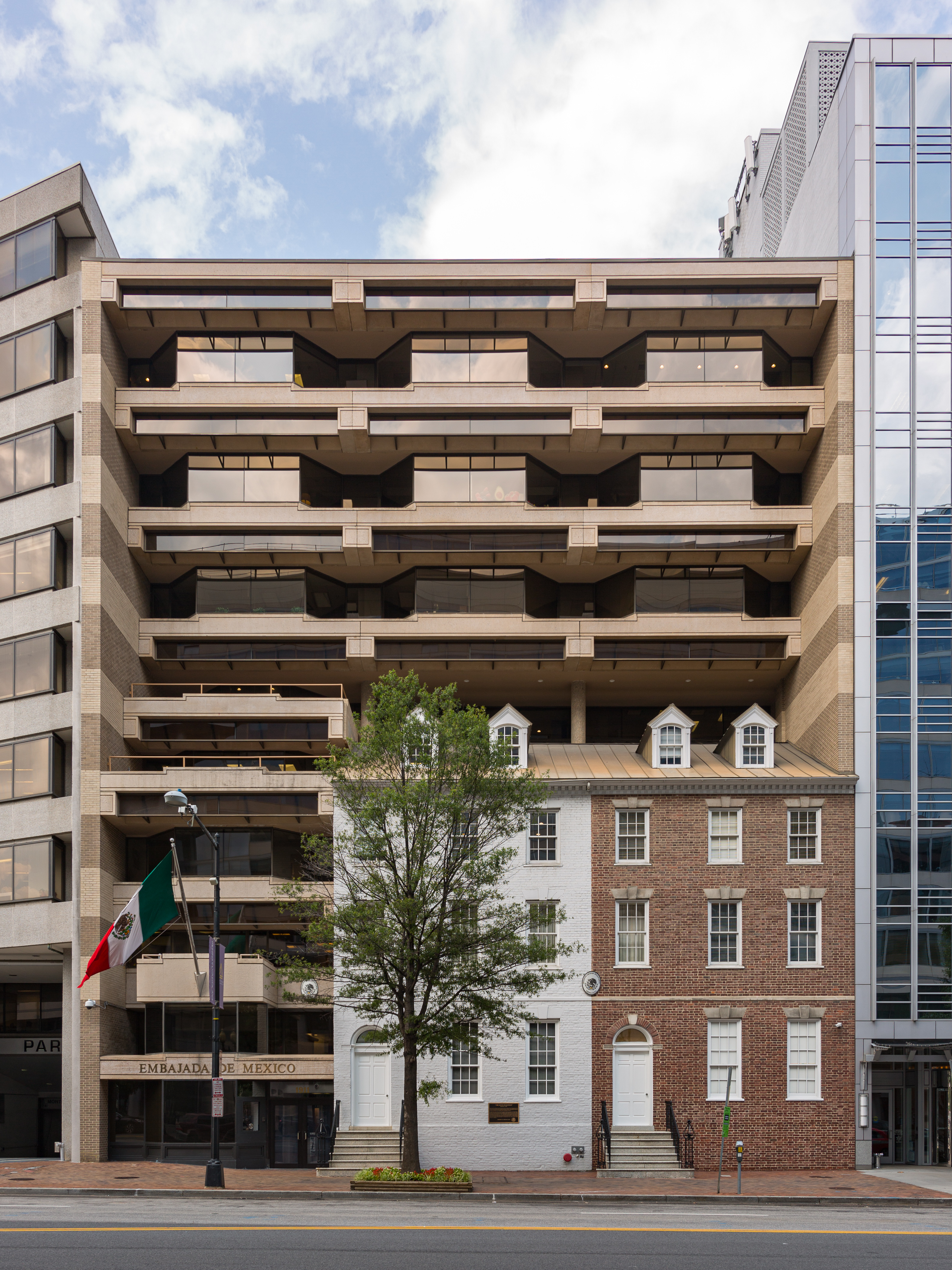
Embajada de México en Washington D. C.

| de los Estados Unidos en México - Ciudad de México (Embajada) - Ciudad Juárez (Consulado-General) - Guadalajara (Consulado-General) - Hermosillo (Consulado-General) - Matamoros (Consulado-General) - Mérida (Consulado-General) - Monterrey (Consulado-General) - Nogales (Consulado-General) - Nuevo Laredo (Consulado-General) - Tijuana (Consulado-General) - Acapulco (Agencia Consular) - Cabo San Lucas (Agencia Consular) - Cancún (Agencia Consular) - Mazatlán (Agencia Consular) - Oaxaca de Juárez (Agencia Consular) - Piedras Negras (Agencia Consular) - Playa del Carmen (Agencia Consular) - Puerto Vallarta (Agencia Consular) - San Miguel de Allende (Agencia Consular) | de México en los Estados Unidos - Washington D. C. (Embajada) - Atlanta (Consulado-General) - Austin (Consulado-General) - Boston (Consulado-General) - Chicago (Consulado-General) - Dallas (Consulado-General) - Denver (Consulado-General) - El Paso (Consulado-General) - Houston (Consulado-General) - Laredo (Consulado-General) - Los Ángeles (Consulado-General) - Miami (Consulado-General) - Nueva York (Consulado-General) - Nogales (Consulado-General) - Phoenix (Consulado-General) - Sacramento (Consulado-General) - San Antonio (Consulado-General) - San Diego (Consulado-General) - San Francisco (Consulado-General) - San José (Consulado-General) - San Juan, Puerto Rico (Consulado-General) - Albuquerque (Consulado) - Boise (Consulado) - Brownsville (Consulado) - Calexico (Consulado) - Del Rio (Consulado) - Detroit (Consulado) - Douglas (Consulado) - Eagle Pass (Consulado) - Filadelfia (Consulado) - Fresno (Consulado) - Indianápolis (Consulado) - Kansas City (Consulado) - Las Vegas (Consulado) - Little Rock (Consulado) - McAllen (Consulado) - Milwaukee (Consulado) - Nuevo Brunswick (Consulado) - Nueva Orleans (Consulado) - Oklahoma City (Consulado) - Omaha (Consulado) - Orlando (Consulado) - Oxnard (Consulado) - Portland (Consulado) - Presidio (Consulado) - Raleigh (Consulado) - Saint Paul (Consulado) - Salt Lake City (Consulado) - San Bernardino (Consulado) - Santa Ana (Consulado) - Seattle (Consulado) - Tucson (Consulado) - Yuma (Consulado) |